# Historia de España
Historia de España es la denominación tanto del periodo de tiempo histórico transcurrido en España como de la disciplina historiográfica que lo estudia. La formación territorial de España y su  misma esencia o existencia a lo largo del tiempo son temas debatidos ampliamente en profundos debates intelectuales.

## Introducción
Los primeros homínidos llegaron al territorio de la actual España hace 1,2 millones de años aproximadamente. Se sucedieron varias especies, como Homo antecessor, los preneandertales de la Sima de los Huesos (identificados en un principio como Homo heidelbergensis) y los neandertales (Homo neanderthalensis), hasta que hace unos 35 000 años los humanos modernos (Homo sapiens) entraron en la península ibérica y fueron desplazando a estos últimos, con los que aún coexistirían durante cerca de 10 000 años. Hace unos 27 000 años se extinguieron las últimas poblaciones neandertales en el sur. Durante los milenios siguientes el territorio fue lugar del asentamiento de pueblos íberos, celtas, fenicios, cartagineses, tartessos y griegos y hacia el 200 a. C. la península comenzó a formar parte de la República romana, constituyendo la Hispania romana. Tras la caída de Roma, se estableció el reino visigodo. Dicha monarquía visigótica se inició en el siglo V y se mantuvo hasta comienzos del siglo VIII. En el año 711 se produjo la primera conquista musulmana desde el norte de África y en pocos años el islam dominaba gran parte de la península ibérica. Durante los 750 años siguientes, el reino dominado por musulmanes sería conocido como al-Ándalus, y mientras que gran parte del resto de Europa permanecía en los años oscuros, Al-Ándalus experimentaba un esplendoroso florecimiento multicultural, científico y artístico.
De modo paulatino, se produjo la Reconquista, y los reinos cristianos arrebataron progresivamente el territorio a los musulmanes. Comenzada aproximadamente en 722 con la rebelión de Don Pelayo y partiendo desde el norte, avanzó durante los siglos VIII a XV culminando con la conquista de Granada en 1492. Durante este periodo los reinos cristianos se desarrollaron notablemente; la unión de los dos más importantes, Castilla y Aragón, por el matrimonio en 1469 de los Reyes Católicos, Isabel I de Castilla y Fernando II de Aragón, posibilitaría la unificación de España y el fin de la Reconquista.
En 1492 los Reyes Católicos financiaron el proyecto del navegante Cristóbal Colón en la búsqueda de una nueva ruta comercial con Asia a través del océano Atlántico, y proclamarían la expulsión de los judíos. La llegada al Nuevo Mundo y la posterior conquista de América forjaron la creación del Imperio español. Durante los siguientes siglos España se alzaría como actor principal del mundo occidental y primera potencia de la época. Durante los siglos XVI y XVII tendría lugar también la época de mayor apogeo de la cultura y las artes hispanas conocida como Siglo de Oro.
El Imperio español en 1580, tras la unificación de la península ibérica bajo un único rey español, Felipe II, comprendía América del Sur, América Central y el Caribe, grandes áreas de América del Norte en diferentes grados de influencia o control, las islas Filipinas en Asia, así como enclaves de diversa importancia en las costas de África y la India. Incluía además numerosas posesiones en Europa, los Países Bajos españoles, el Ducado de Milán o el Reino de Nápoles, la mayoría de ellas perdidas tras la paz de Utrecht de 1713.

El tres de mayo de 1808 en Madrid, pintura de Goya, mostrando los fusilamientos de la resistencia española a manos de las tropas de Napoleón.

La católica e imperial España se vio involucrada durante este período en numerosos conflictos especialmente contra el Imperio otomano, los Países Bajos, los  protestantes, Inglaterra y Francia. Con la muerte de Carlos II en 1700, la casa de Austria se extinguió para dejar paso a la de los Borbones tras la guerra de sucesión española. España fue perdiendo progresivamente su preponderancia militar y tras sucesivas crisis el país redujo paulatinamente su poder; a principios del siglo XIX ya se había convertido en una potencia de segundo orden.
El primer Imperio francés de Napoleón Bonaparte invade la península; meses después, el 2 de mayo de 1808, se inició la sublevación popular que desembocaría en la guerra de la Independencia española. Como principal consecuencia de la guerra y tras la expulsión de los franceses en 1814, España sufrió las guerras de independencia hispanoamericanas. El siglo continuó caracterizándose en la metrópoli por la inestabilidad política y la puja entre liberales y partidarios del Antiguo Régimen. Entre 1873 y 1874 tuvo lugar la I República. La llegada de la Revolución Industrial y el sistema canovista a finales del siglo elevó el nivel de vida de una clase media que empezaba a consolidarse en los núcleos urbanos principales; sin embargo la guerra hispano-estadounidense o el «desastre del 98» supuso la pérdida de la mayoría de las últimas colonias del antiguo imperio (como Filipinas, Cuba y Puerto Rico), generando así una profunda conmoción en la sociedad española.
Mientras el nivel de vida y la integración con el resto de Europa progresaban, la inestabilidad política marcaba el primer tercio del siglo XX. Al conocerse en las elecciones municipales la victoria en las principales ciudades de las candidaturas republicanas, el 14 de abril de 1931 se proclamó la Segunda República, abandonando el rey Alfonso XIII el país, con el fin de evitar una guerra civil, que llegaría cinco años más tarde, en 1936, con el golpe de Estado de julio de 1936. La guerra civil española se saldaría en 1939 con la victoria del bando franquista. España fue oficialmente neutral durante la Segunda Guerra Mundial; tras la posguerra, periodo marcado por la escasez y el aislamiento internacional, siguió un periodo de fuerte desarrollo económico y de cierto aperturismo durante las décadas de 1960 y 1970.
Tras la muerte del dictador Franco, se recuperó la monarquía española en la figura del jefe del Estado, el rey Juan Carlos I, y se aprobó la Constitución de 1978 durante el transcurso del periodo conocido como Transición, que garantizó una gradual evolución de la nación hacia la consolidación de la monarquía democrática parlamentaria. España ingresó en la Comunidad Económica Europea, actual Unión Europea, en 1986, organizando importantes eventos internacionales, como la Copa Mundial de Fútbol de 1982 o los Juegos Olímpicos de Barcelona 1992, y en 2002 adoptaría el euro como moneda oficial.

### De Hispania a España

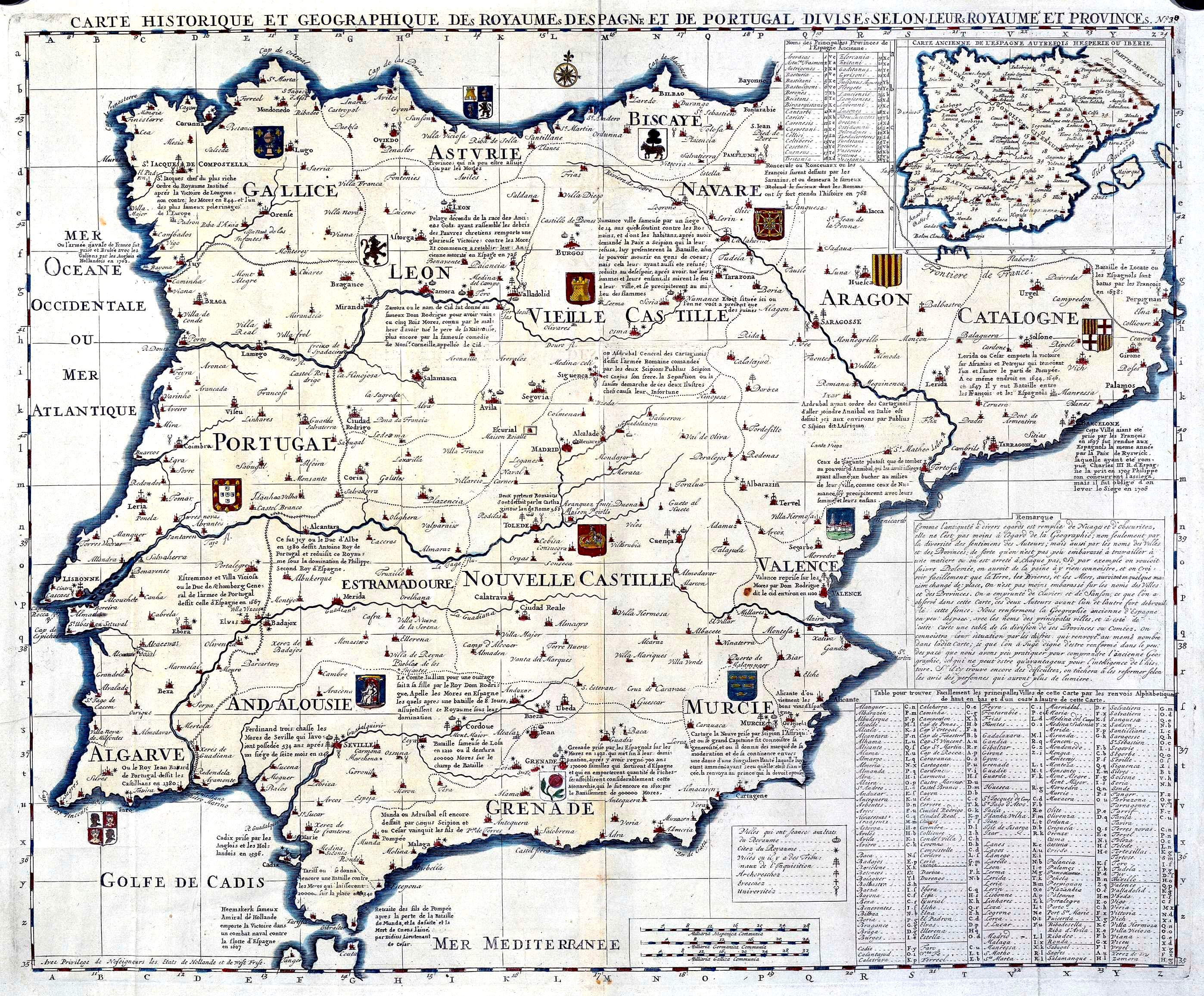
Mapa histórico y geográfico de los reinos de España y Portugal, en el Atlas historique de Henri Abraham Chatelain (1705 a 1739). Biblioteca Nacional de España.

El momento histórico exacto en que se hace referencia a España por primera vez no está claramente definido, existiendo escritos del siglo VI en los que ya aparece la palabra España, como el «Laus Spaniae» de la Historia de los reyes godos, vándalos y suevos de San Isidoro de Sevilla. En otros países de Europa comenzó a conocerse al conjunto de reinos cristianos de la península como España, en singular, desde tiempos muy tempranos. El propio término español aparece documentado a comienzos del siglo XV en el Concilio de Constanza, cuando los reinos de Portugal, Aragón, Castilla y Navarra aparecen formando una sola entidad, «la nación española» y compartiendo el mismo voto.
En la península ibérica se hablaría de los reinos de León, Navarra, Castilla, Aragón y de Portugal como reinos hispanos, de Hispania (España en latín) por tanto; y cuando por razones dinásticas o de conquista uno de ellos conseguía tener bajo su cetro la mayor parte de la España cristiana, se autotitulaba emperador de España, como Alfonso VI y Alfonso VII de León. Los Reyes Católicos eran conocidos como reyes de España (o de las Españas). El historiador Hernando del Pulgar comenta cómo en 1479 se planteó en el Consejo Real si designar a los Reyes Católicos como Reyes de España; finalmente se acordó no usar dicha titulación. En 1493 el gobierno municipal de Barcelona se refirió a don Fernando como el «rey de Spanya, nostre senyor». Nicolás Maquiavelo en su obra más reconocida El príncipe (1513) hace referencia al rey de España, así como Lope de Vega cita a Carlos I como rey de España.
A partir de Carlos I, todos los reyes son llamados rey de España (o de las Españas), aunque utilizan todos sus títulos, desde rey de Castilla hasta Señor de Vizcaya y de Molina. Hasta el siglo XIX, las monedas españolas solían llevar junto al nombre del rey la leyenda «Hispaniarum (et Indiarum) Rex». Igualmente, monarcas como Fernando VII de España e Isabel II de España usaron el título de rey o reina de las Españas en las menciones constitucionales.

## Prehistoria

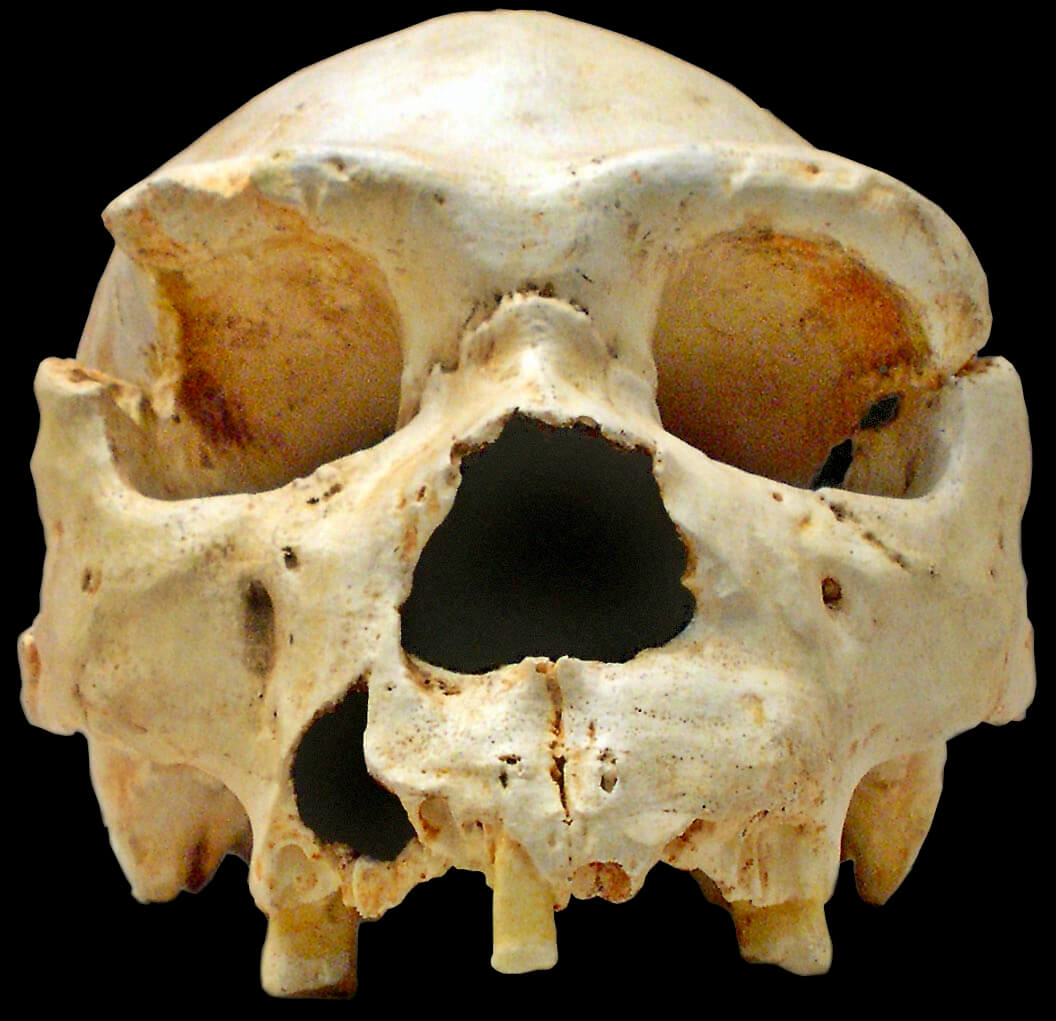
Homo heidelbergensis: cráneo n.º 5 de la Sima de los huesos de la sierra de Atapuerca, de unos 500 000 a 350 000 años de antigüedad, el llamado «Miguelón».

La presencia de homininos en la península ibérica se remonta al menos a 1,3 o 1,2 millones de años, datación de la mandíbula encontrada en la Sima del elefante, uno de los yacimientos de la sierra de Atapuerca (provincia de Burgos). Corresponde a un Homo aún por determinar, próximo a los más primitivos Homo africanos y al hombre de Dmanisi pero con algunas características derivadas propias. De esta edad sería también el yacimiento con industria lítica propia del Paleolítico inferior arcaico (Pre-Achelense) de Fuente Nueva 3, en la cuenca de Guadix-Baza (provincia de Granada).
De hace unos 900 000 años son los restos del yacimiento de la Gran Dolina, también en Atapuerca, que definen una especie clave para entender la evolución humana, bautizada como Homo antecessor. El siguiente hallazgo, datado en unos 430 000 años, es la ingente cantidad de restos de Homo heidelbergensis (especie precursora del Homo neanderthalensis) hallados en la sima de los Huesos de Atapuerca, yacimiento que ha proporcionado, entre una variedad ósea excepcional, numerosos cráneos muy bien conservados. Son numerosos los yacimientos con industria lítica Achelense de esta época en la península, como los de Torralba y Ambrona (provincia de Soria), los de las terrazas del Manzanares (provincia de Madrid), o los de las terrazas cuaternarias del Pleistoceno Medio de los valles de los ríos Tajo, Miño, Pisuerga, Duero, Arlanza y Arlanzón.
En el Paleolítico medio se sitúa la presencia del hombre de Neanderthal, asociado a la cultura Musteriense, datando en unos 60 000 años sus primeros restos en Gibraltar. En la Cueva de Nerja (Málaga), se han datado en 42 000 años de antigüedad algunos restos orgánicos asociados a unas pinturas de focas que podrían ser la primera obra de arte conocida de la historia de la humanidad. En comparación con la cultura Achelense del Paleolítico Inferior, los Homo neanderthalensis del Paleolítico Medio progresaron a una mayor organización social y territorial con una tecnología lítica de Modo 3 Musteriense y unas estrategias económicas de subsistencia de caza y recolección más planificadas, ocupando diferentes ecosistemas y biotopos con una mayor diversidad de asentamientos en cuevas y al aire libre.
En el Paleolítico superior se sitúa la llegada a la península del Homo sapiens, el hombre «moderno», hace unos 35 000 años, manifestada por los restos de la cultura Gravetiense hallados en Cantabria. Cohabitan la península durante varios millares de años con los neandertales, hasta la extinción de las últimas poblaciones de neandertales en el sur hace unos 27 000 años. Hace unos 16 000 años, la cultura Magdaleniense estaba presente en Asturias, Cantabria y parte del País Vasco, cuya aportación más notable lo representan las pinturas rupestres de las Cuevas de Altamira.
El arte rupestre se desarrolló en dos zonas estilística y cronológicamente bien diferenciadas: el arte franco-cantábrico y el arte levantino.
El Neolítico comienza en la península ibérica hacia el 5700/5600 cal. BC según las dataciones radiocarbónicas de varios yacimientos del Levante peninsular. En la Meseta Norte el Neolítico ya está presente en el último tercio del VI milenio cal. BC con el registro arqueológico en cuevas y en yacimientos al aire libre de agriotipos domésticos de trigo y cebada, ganadería de ovicápridos, cerámicas neolíticas, industrias líticas laminares y artefactos pulimentados. Según la expansión del proceso de neolitización desde el Levante peninsular hacia las mesetas interiores y la costa cantábrica se acepta, por tanto, que a mediados del V milenio cal. BC toda la península ibérica ha adoptado las nuevas estrategias económicas agrícolas y ganaderas.
La revolución neolítica, que la teoría difusionista entiende como una difusión cultural a partir de su inicio en el Creciente Fértil de Oriente Próximo, apoyándose en la difusión simultánea de la cerámica cardial, alcanza la costa mediterránea en torno al 6000 a. C., provocando el abandono del tradicional modo de vida cazador-recolector por un estilo de vida sedentario, enfocado en la agricultura y la ganadería, extendido al resto de la península durante los siguientes dos milenios. En torno al 5000 a. C. aparece la cultura megalítica en el tercio occidental de la península.
Las culturas que usaron los metales (Edad de los Metales) aparecieron en la península ibérica en torno a los años 3000 a 2500 a. C. Su distribución geográfica es mayor y se considera que la búsqueda de los metales trajo flujos migratorios importantes, destacando Los Millares en Almería, con una gran fortificación, y en el curso del río Tajo en la zona portuguesa actual.

## Edad Antigua

### Pueblos indígenas y colonizaciones históricas

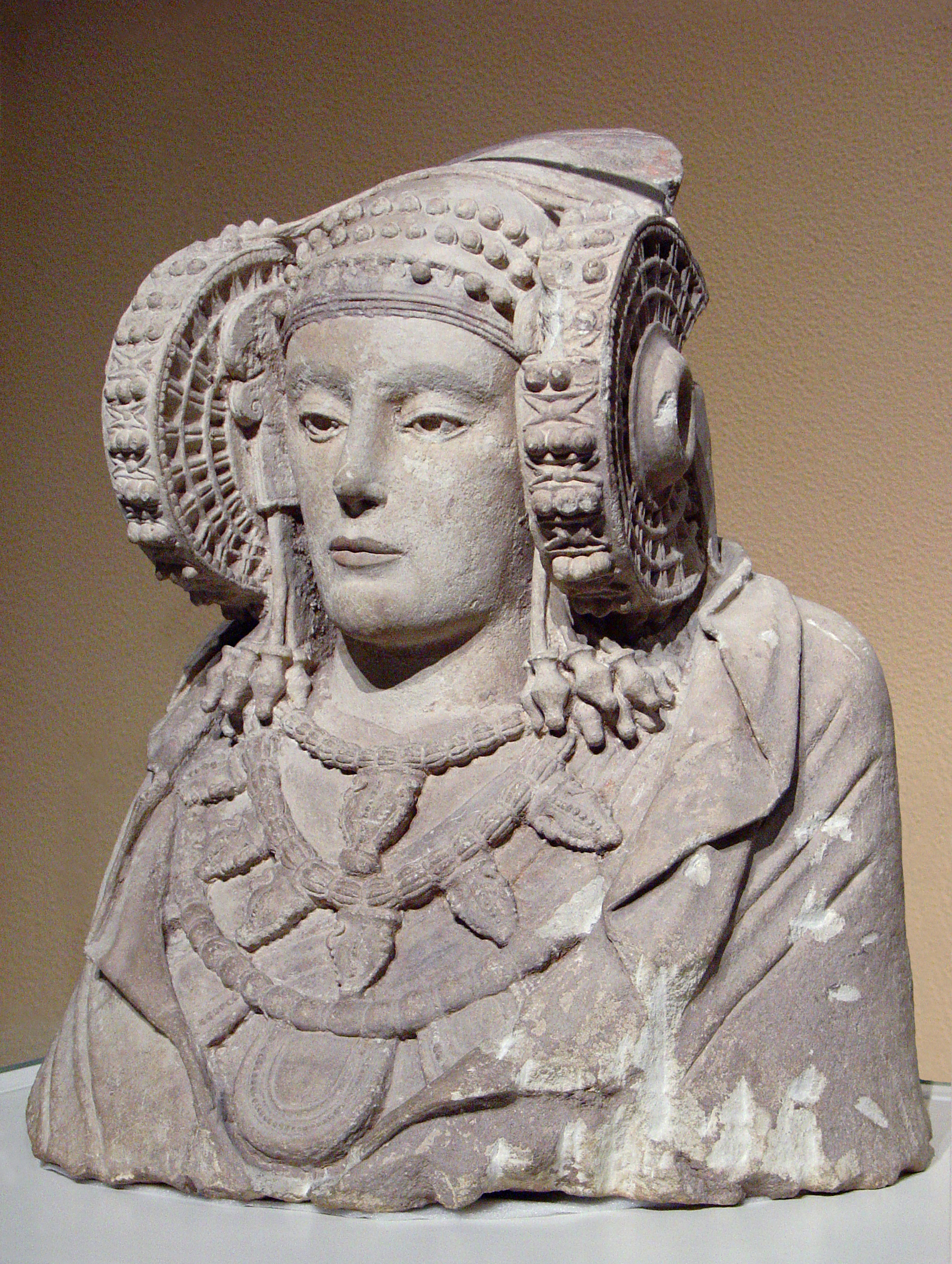
Dama de Elche, escultura ibera. Museo Arqueológico Nacional de España (Madrid).

La Edad del Hierro se inicia en la península ibérica con la penetración de población e influencia cultural indoeuropea desde el comienzo del I milenio a. C.; determinando la identidad étnica y lingüística celta de la mayor parte de los pueblos indígenas de las zonas norte, oeste y centro, con alguna excepción: lusitanos y vetones, también indoeuropeos, se califican de «precélticos», mientras que los vascones se califican de «preindoeuropeos». A pesar de la similitud de su forma de vida a la de otros pueblos de la zona norte (galaicos, astures y cántabros), su lengua (el «protoeuskera») se supone similar a las habladas en la zona oriental peninsular; las del grupo de pueblos denominados iberos, de mayor desarrollo económico. Las fuentes clásicas denominaron celtíberos al grupo de pueblos situados en una posición intermedia (geográficamente).
La costa peninsular meridional y el área tartésica (con centro en el valle del Guadalquivir -la Turdetania- y con proyección hasta zonas muy lejanas, de la desembocadura del Tajo a la del Segura), la más rica en metales y de mayor desarrollo económico y social (una verdadera civilización), fue profundamente influenciada por la colonización fenicia. La fundación mítica de Gadir (Cádiz) se data en el 1104 a. C., aunque no hay base arqueológica para sustentar semejante cronología hasta varios siglos más tarde. En el siglo VIII a. C. ya hay pruebas de la presencia de un abundante grupo de factorías y colonias fenicias, como Malaka (Málaga), Sexi (Almuñécar) y Abdera (Adra).
Las colonias griegas se instalaron más al norte, en Akra Leuké (Alicante), Hemeroskopion (Denia), Emporion (Ampurias) y Rhodes (Rosas). Su contacto con los iberos les hizo dar las primeras referencias escritas de estos pueblos. Las mismas fuentes griegas señalan que los navegantes griegos habían establecido contactos con el «reino» de Tartessos y con su «rey» Argantonio, que les habría dado suficiente plata como para construir murallas contra los ataques persas. Tales contactos no fructificaron, precisamente por el dominio fenicio de esta ruta, y no ha podido constatarse arqueológicamente la presencia griega en la costa mediterránea malacitana, en una colonia que habría llevado el nombre de Mainake.

### Hispania cartaginesa
Cartago y Roma entrarán finalmente en una serie de guerras (guerras púnicas) por la hegemonía en el Mediterráneo occidental. Tras la derrota en la primera guerra púnica, Cartago intenta resarcirse de sus pérdidas de Sicilia, Cerdeña y Córcega, incrementando su dominio en Iberia.
Amílcar Barca, Aníbal y otros generales cartagineses sitúan las antiguas colonias fenicias de Andalucía y el Levante bajo su control y proceden después a la conquista o extensión de su área de influencia sobre los pueblos indígenas. A finales del siglo III a. C., la mayor parte de las ciudades y pueblos al sur de los ríos Duero y Ebro, así como las islas Baleares, reconocen el dominio cartaginés. Fundan Qart Hadasht (Cartagena), que se convierte rápidamente en una importante base naval, debido al interés por controlar la riqueza generada por las minas de plata de Cartagena. Esto último se desprende de las palabras del arqueólogo Adolf Schulten.

Con la plata de las minas de Cartagena pagaron ellos sus mercenarios, y, cuando por la toma de esta en 209 a. C. Carthago perdió estos tesoros, Aníbal ya no fue capaz de resistir a los romanos, de manera que la toma de Cartagena decidió también la guerra de Aníbal.
Schulten A. Fontes Hispaniae Antiquae

En el año 219 a. C. se produce la ofensiva de Aníbal contra Roma, tomando la península ibérica como base de operaciones e incluyendo un gran porcentaje de hispanos en su ejército.
Es en este proceso cuando intentarán someter a la colonia griega de Sagunto, situada al sur de la frontera pactada del Ebro pero aliada de Roma, dando lugar a la segunda guerra púnica, que culminará con la incorporación de la parte civilizada (íbera) de la península a la República Romana.

### Hispania romana (206a.C. – sigloV)

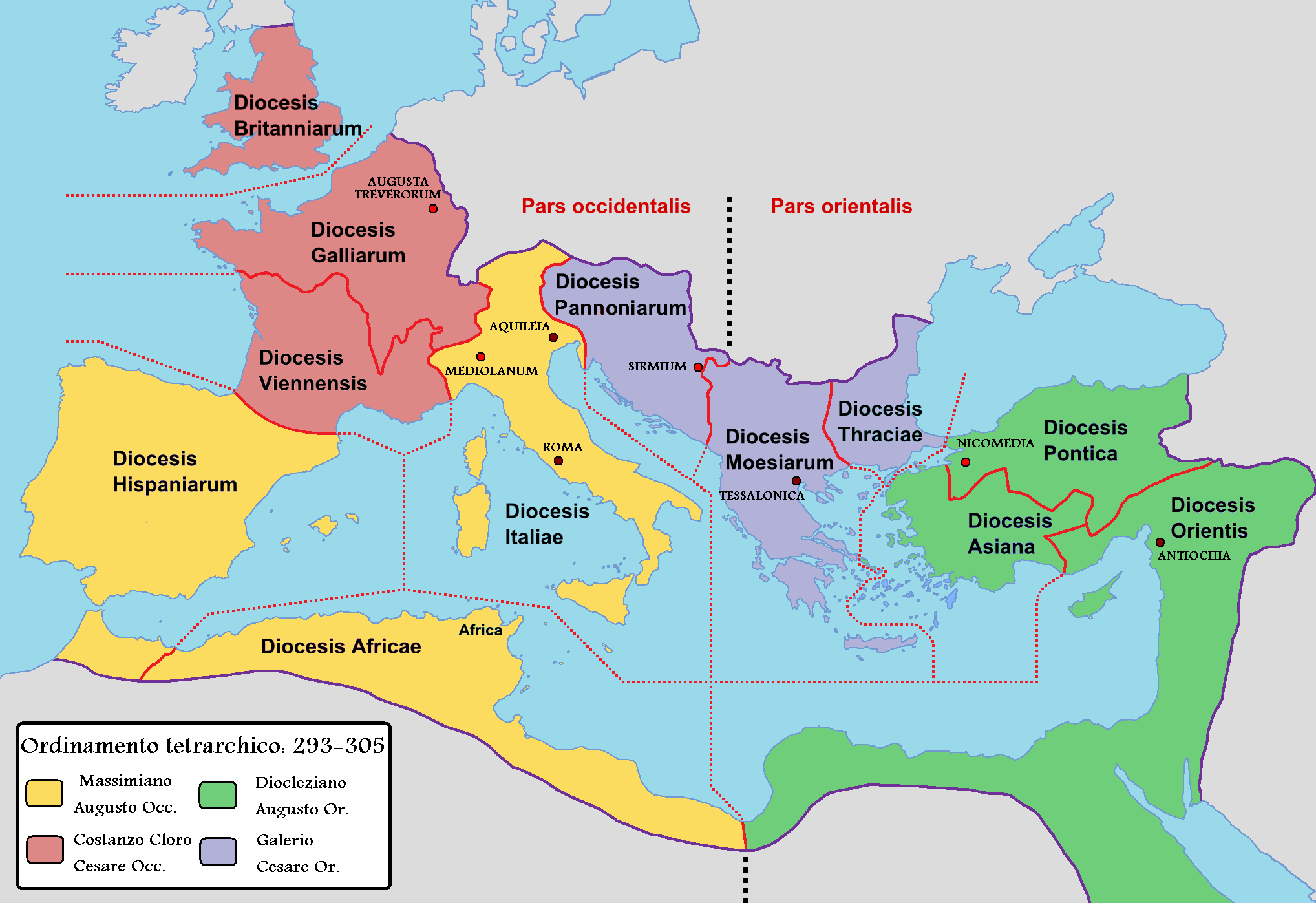
Imperio Romano,.

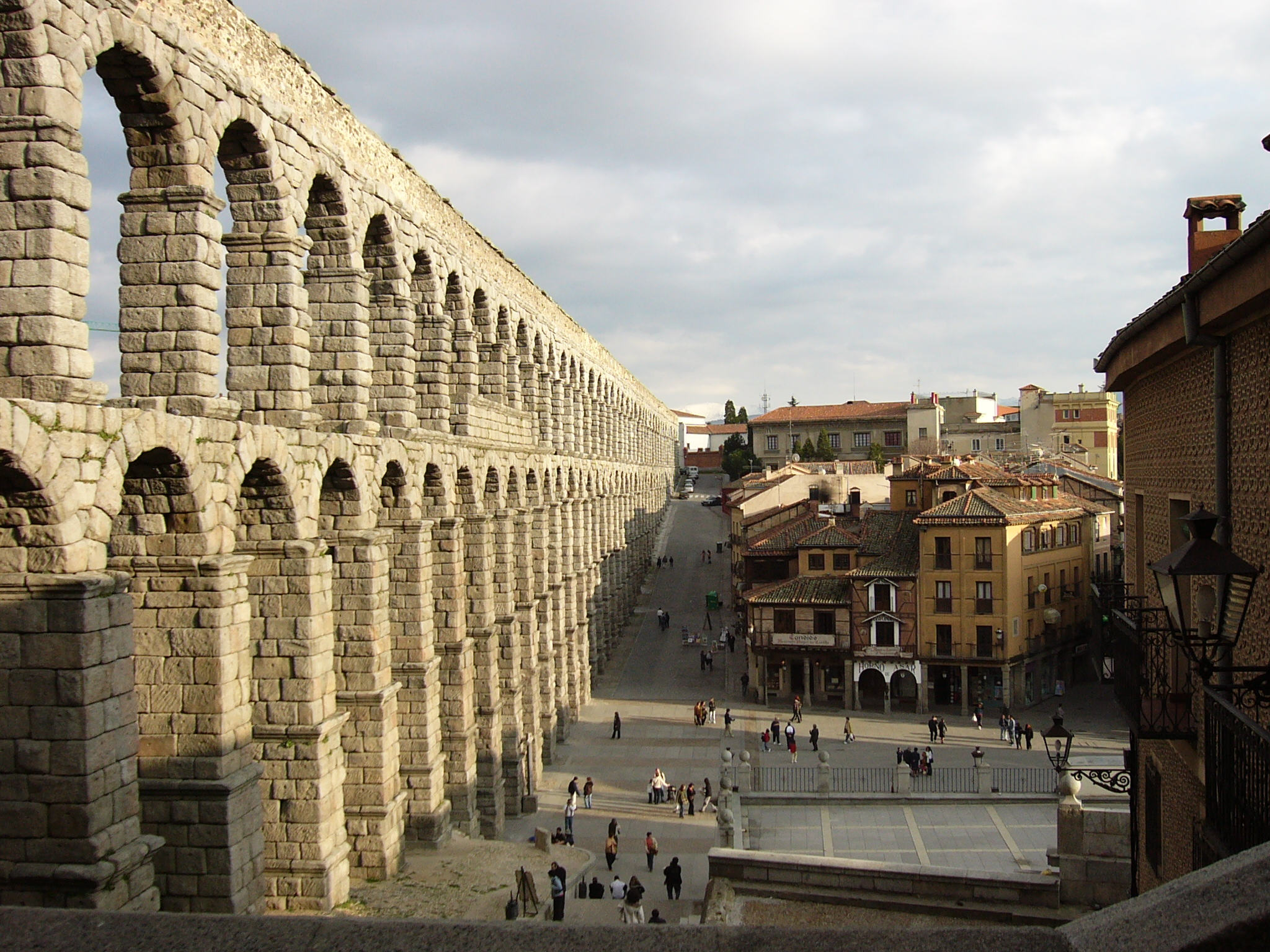
Acueducto de Segovia.

Tras la segunda guerra púnica entre el 218 a. C. y el 201 a. C., se puede considerar la península ibérica sometida al poder de Roma. La campaña de ocupación, tras la expulsión cartaginesa, fue rápida, excepto en el interior (Numancia) y el pueblo cántabro que resistió hasta la llegada de Augusto en los inicios del Imperio romano.
En el 197 a. C., los romanos dividen el territorio ibérico en dos zonas: la Hispania Citerior y la Hispania Ulterior.
El sometimiento total de la península tiene lugar en el año 19 a. C. (tras finalizar las guerras cántabras), tras lo cual se divide en tres provincias: Bética, Tarraconense y Lusitania, organización que perduró hasta el Bajo Imperio, cuando el territorio se divide en Bética, Carthaginense, Gallaecia, Lusitania y Tarraconensis.
El proceso de romanización entendido como la incorporación de la lengua, las costumbres y la economía romana se inició aproximadamente hacia el 110 a. C. y duraría con toda su fuerza hasta mediados del siglo III d. C.
En esta época, los hispanos se configuraron como parte muy destacada del Imperio romano, aportando notables figuras durante el periodo histórico como los emperadores Trajano, Adriano, Marco Aurelio y Teodosio, el filósofo Séneca, los teólogos Paulo Orosio o Prisciliano, el retórico Quintiliano, los poetas Marcial, Lucano o Prudencio, el agrónomo Columela, el geógrafo Pomponio Mela o políticos como Marco Annio Vero o Lucio Cornelio Balbo, entre otros.

## Edad Media

### Las invasiones bárbaras y el reino visigodo (sigloV-711)

#### La caída del Imperio romano
En la península ibérica, como en otras provincias, el Imperio cayó gradualmente, con los procesos casi simultáneos de la «desromanización» del Imperio romano en Hispania, es decir, una debilitación de la autoridad central en los siglos III, IV y V, y de la «romanización» de las tribus germánicas, por ejemplo, la adopción de la ley romana que es evidente en la Lex Gothorum (Ley de los godos), la conversión al cristianismo, y la afinidad que algunos reyes tenían por el latín, hasta componer poesía en esta lengua.

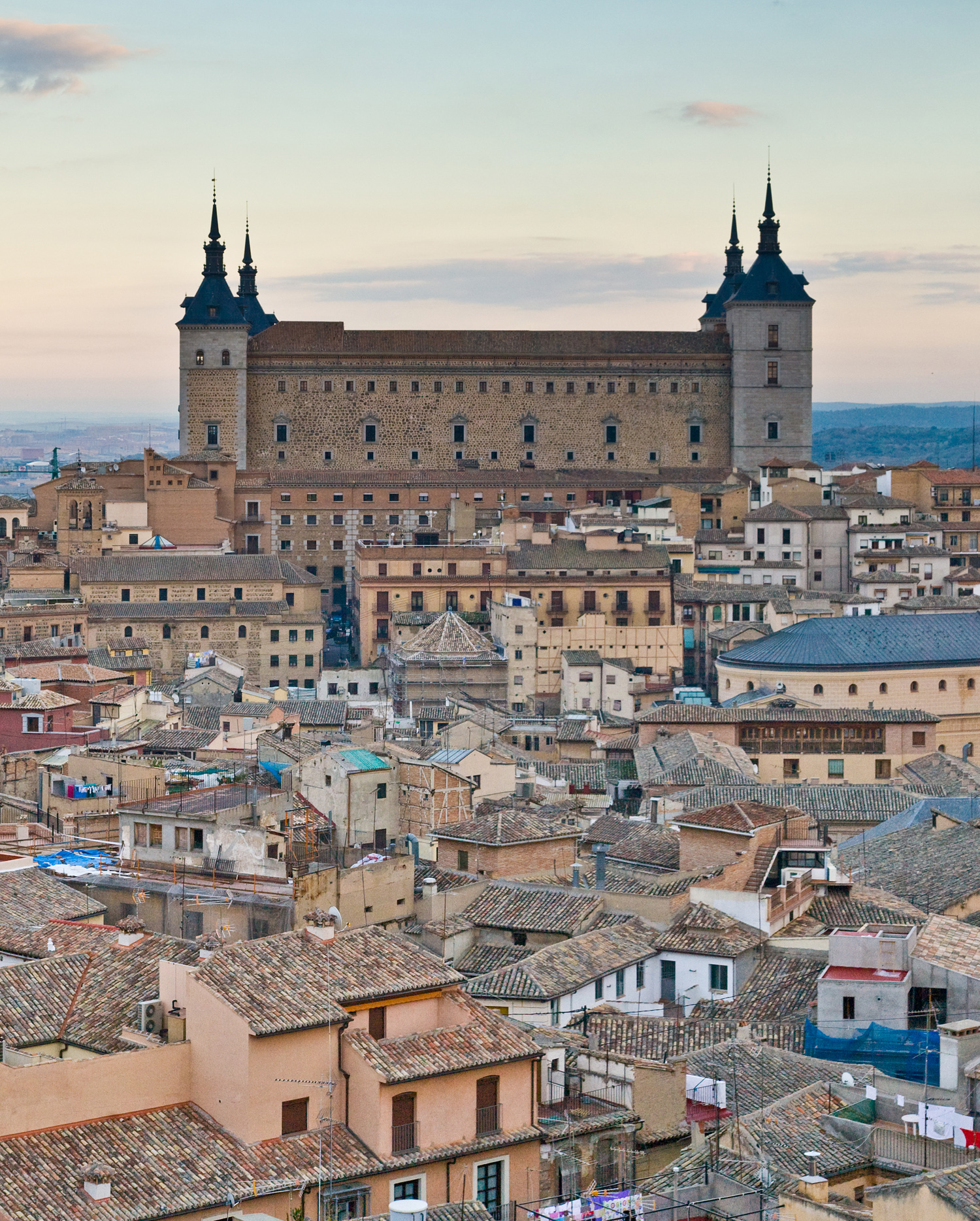
Toledo, capital del Reino Visigodo.

A pesar de todo esto, entre los siglos VI y VII y gracias a la búsqueda de Justiniano I el Grande de restablecer el poder del Imperio romano de Occidente hizo que se estableciese en la franja meridional de la península ibérica la provincia de Spania. Este territorio visigodo fue donado al Imperio bizantino al ser llamado en auxilio por una de las partes en la contienda civil del Reino Visigodo que estaba existiendo entre Agila y Atanagildo y había sido asolado por el desaparecido pueblo vándalo. Su capital se estableció en Carthago Spartaria, actual Cartagena.

#### Las invasiones
En el invierno del año 406, aprovechando la congelación del Rin, los vándalos, suevos, y alanos invadieron el imperio con gran pujanza. Al cabo de tres años, cruzaron los Pirineos y llegaron a la península ibérica, y dividieron entre sí las partes occidentales, que correspondían aproximadamente al Portugal moderno y España occidental hasta Madrid. Mientras tanto, los visigodos, que habían tomado Roma hacía dos años, llegaron a la región en el 412, fundando el reino de Tolosa (Toulouse, en el sur de Francia), y extendieron su influencia gradualmente en la península, desplazando a los vándalos y alanos al norte de África, sin que estos dejasen mucha huella en la cultura ibérica. Luego, tras la conquista de Tolosa por los francos y la pérdida de gran parte de los territorios en lo que hoy es Francia, trasladaron la capital del reino visigodo a Toledo.

Tú eres, oh España, sagrada y madre siempre feliz de príncipes y de pueblos, la más hermosa de todas las tierras que se extienden desde el Occidente hasta la India. Tú, por derecho, eres ahora la reina de todas las provincias, de quien reciben prestadas sus luces no sólo el ocaso, sino también el Oriente. Tú eres el honor y el ornamento del orbe y la más ilustre porción de la tierra, en la cual grandemente se goza y espléndidamente florece la gloriosa fecundidad de la nación goda. Con justicia te enriqueció y fue contigo más indulgente la naturaleza con la abundancia de todas las cosas creadas, tú eres rica en frutos, en uvas copiosa, en cosechas alegre... Tú te hallas situada en la región más grata del mundo, ni te abrasas en el ardor tropical del sol, ni te entumecen rigores glaciares, sino que, ceñida por templada zona del cielo, te nutres de felices y blandos céfiros... Y por ello, con razón, hace tiempo que la áurea Roma, cabeza de las gentes, te deseó y, aunque el mismo poder romano, primero vencedor, te haya poseído, sin embargo, al fin, la floreciente nación de los godos, después de innumerables victorias en todo el orbe, con empeño te conquistó y te amó y hasta ahora te goza segura entre ínfulas regias y copiosísimos tesoros en seguridad y felicidad de imperio.
Historia de los Godos, Vándalos y Suevos de San Isidoro de Sevilla, siglo VI-VII. Trad. de Rodríguez Alonso, 1975, León, pp. 169 y 171.

#### Reino visigodo
No se conoce con exactitud el número de visigodos que migraron a la península pero posiblemente fueron en torno al 5% de la población de la península.[cita requerida] Esto implica que los visigodos básicamente fueron una élite dominante que no supuso nunca una parte importante de la población. Esta es una de las razones por la cual su religión arriana y su lengua visigótica no tuvieron un efecto preponderante sobre la población.
A pesar de que la nobleza visigoda practicaba el arrianismo, este gozó de muy poca popularidad entre la población hispanorromana de la península, fiel en su mayoría a la doctrina católica. Desde la corona visigoda, específicamente en el año 587, el rey Recaredo I, ya convertido al catolicismo, trató de conciliar así mismo a la jerarquía religiosa arriana con la católica, pero con poco éxito. Finalmente, se impuso la opción católica por la fuerza, desposeyendo a la iglesia arriana de sus bienes en favor de su antagonista.

#### La conquista musulmana

En 711 los ejércitos musulmanes entran en la península por el Estrecho de Gibraltar y la conquistan en muy pocos años, en comparación con el largo proceso que supuso la Reconquista.

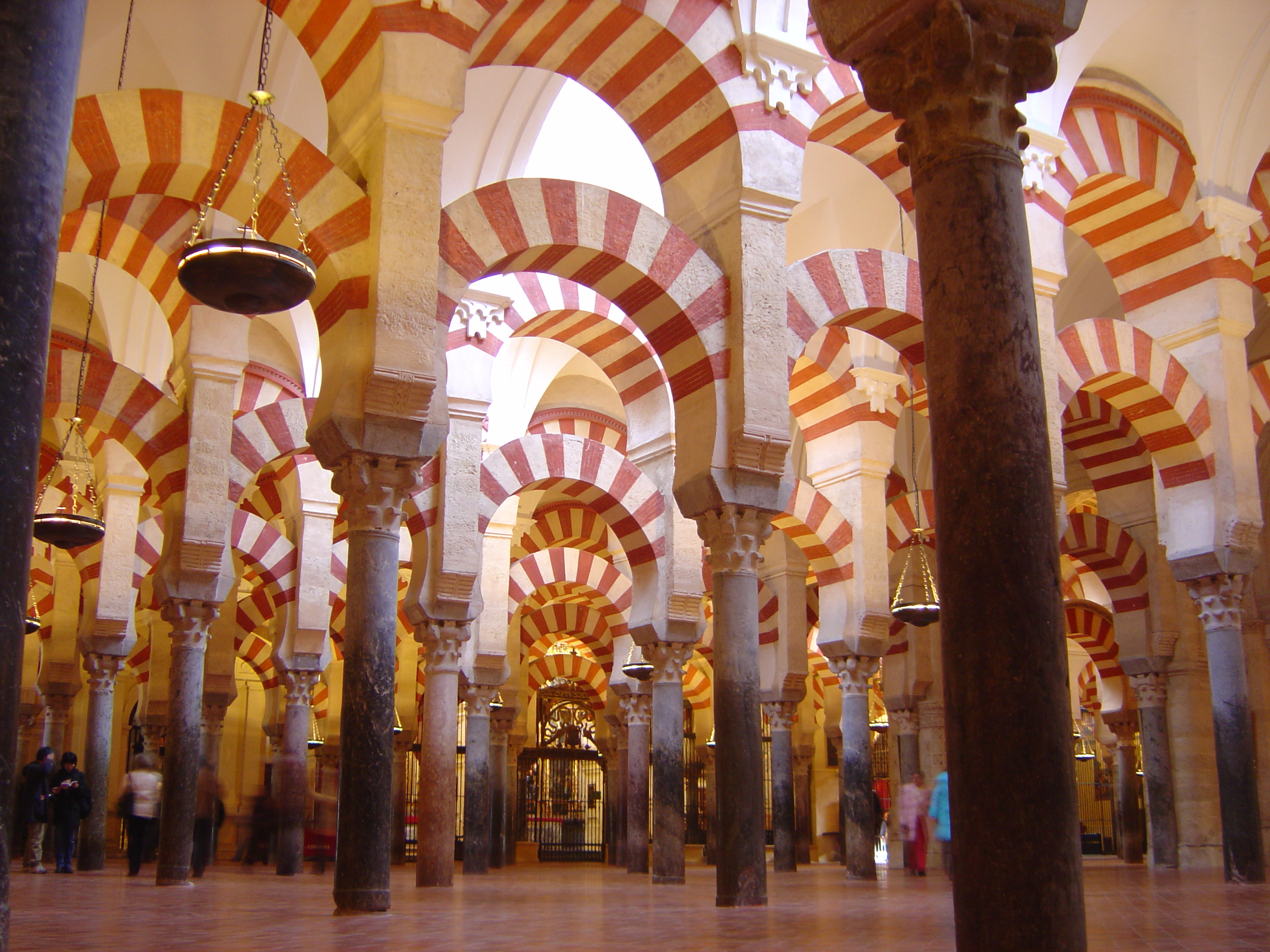
Interior de la mezquita de Córdoba, capital del califato de Al-Ándalus.

La conquista musulmana de España puede resumirse en una cronología breve:
- Año 696: la ciudad de Melilla es conquistada por el califato Omeya.
- Año 709: la ciudad de Ceuta es conquistada por el califato Omeya.
- Año 711: Tras la muerte del rey Witiza, los nobles y obispos de la península eligen por rey a Roderico (conocido en la historia por don Rodrigo), duque de la Bética. Los hijos de Witiza querían por rey a Aquila, duque de la Tarraconense, por lo que pactan con los árabes a través de Don Julián, conde de Ceuta.

Roderico, que estaba por entonces luchando contra un levantamiento de los vascones, al enterarse de la invasión árabe acude con su ejército. Pierde en la batalla de Guadalete debido a deslealtad de los witizanos. Con su muerte, y con el grueso del ejército godo derrotado, los árabes se animan a continuar con la lucha.
Táriq ibn Ziyad conquistó Toledo y llegó hasta León; Muza ibn Nusair conquistó Sevilla y llegó hasta Mérida (712). Posteriormente unirían sus fuerzas para tomar Zaragoza. El hijo de Muza completará la conquista de la península, a excepción de las zonas montañosas cantábricas y pirenaicas (716), pasando a territorio franco. Carlos Martel detuvo el avance musulmán en Poitiers en 732, por lo que a partir de ahí los musulmanes básicamente se concentrarán en la península ibérica.
En 756, Abderramán I proclamó el emirato de Córdoba, independizando políticamente a la península del resto del Mundo islámico aunque siguieron los contactos culturales y comerciales. En 929 Abderramán III proclama el califato de Córdoba, lo que supone la separación definitiva del califato de Bagdad. En el año 1031 se fragmenta el califato cordobés, formándose numerosos reinos de taifas frecuentemente enemistados entre sí.

### Era musulmana

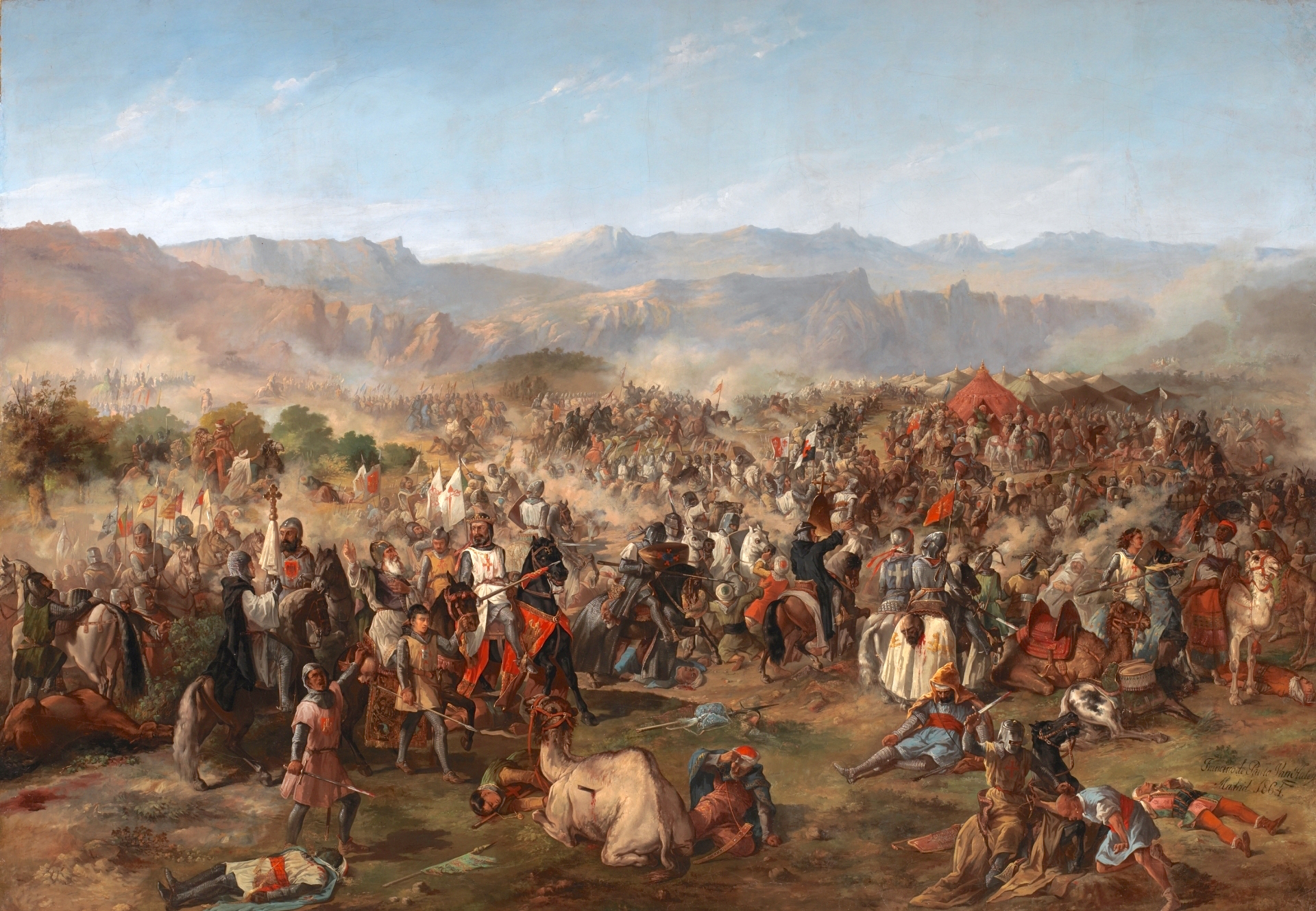
La gigantesca batalla de las Navas de Tolosa en 1212, supuso el principio del fin de los reinos musulmanes en España.

Al-Ándalus coincidió con la «Convivencia», una época de relativa tolerancia religiosa, y con la edad de oro de la cultura judía en la península ibérica. (Ver: el emir Abd al-Rahmán III, 912; Masacre de Granada de 1066).
El interés musulmán en la península volvió con fuerza alrededor del año 1000, cuando Al-Mansur (conocido como Almanzor), saqueó Barcelona (985). Según su hijo, otras ciudades cristianas fueron objeto de numerosas incursiones.
Después de la muerte de su hijo, el califato se hundió en una guerra civil y se dividió en los llamados «Reinos de Taifas». Los reyes de las taifas compitieron entre sí no solo en la guerra, sino también en la protección de las artes y la cultura, que disfrutaron de una recuperación breve. Los reinos de taifas habían perdido terreno frente a los reinos cristianos del norte y, después de la pérdida de Toledo en 1085, los gobernantes musulmanes a regañadientes invitaron a los almorávides, que invadieron al-Ándalus desde el norte de África y establecieron un nuevo imperio. En el siglo XII el Imperio almorávide se rompió de nuevo, solo para ser tomado por la invasión almohade, que fueron derrotados en la decisiva batalla de las Navas de Tolosa en 1212.
La España medieval fue escenario de guerra casi constante entre musulmanes y cristianos. Los almohades, que habían tomado el control de los magrebíes, de los almorávides y de los territorios andaluces por el 1147, superaron con creces a los almorávides en la perspectiva fundamentalista, y trataron a los Dhimmis con dureza. El trato hacia los judíos en este momento en la península ibérica había variado mucho entre los distintos reinos musulmanes y cristianos. El emirato de Granada de mediados del siglo XIII fue el único reino independiente musulmán en España, que duraría hasta 1492.
En este tiempo, los reyes de Aragón gobernaron territorios que consistían no solo en el Reino de Aragón, sino también en el Principado de Cataluña, y más tarde de las islas Baleares, el Reino de Valencia, Sicilia, Nápoles y Cerdeña (véase Corona de Aragón). La Compañía catalana procedió a ocupar el ducado de Atenas, que se coloca bajo la protección de un príncipe de la Casa de Aragón, que lo gobernó hasta 1379.

### La Reconquista

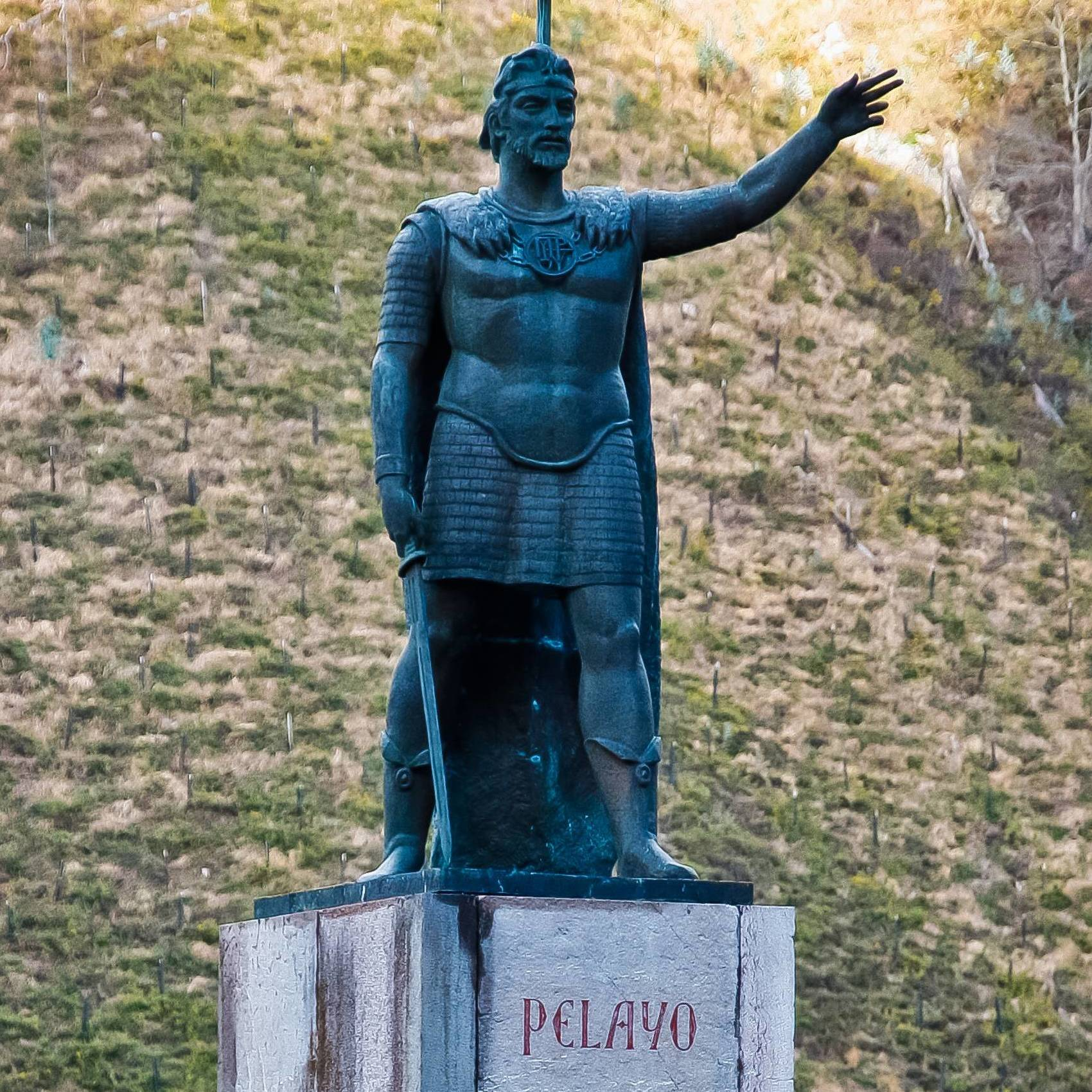
Don Pelayo.

La Marca Hispánica en 814.

Hacia 722 un destacamento musulmán es vencido por un grupo de cristianos refugiados en los bosques de Covadonga (Asturias) en la batalla homónima. Don Pelayo, probablemente noble godo, es nombrado rey. La primera corte se establece en Cangas de Onís. Pelayo muere en 737. Dos años después (739), su yerno Alfonso I, hijo de Pedro de Cantabria, aprovechando las luchas entre árabes y bereberes, da nuevo impulso a la reconquista llegando hasta La Rioja y el Duero. Pero no tiene posibilidad de repoblar, por lo que queda un amplio desierto estratégico, tierra de nadie en la meseta norte.
Etapas de la reconquista:
1. Fijación de la frontera del reino asturiano en el Arlanzón y el curso medio y bajo del Duero. Se logra a principios del siglo X.
2. León y Castilla rebasan la cordillera Central y ocupan la cuenca del Tajo. Toledo se reconquista en 1085. Reconquista de Zaragoza en 1118.
3. Dominio del valle del Guadiana y de los pasos de Sierra Morena. Batalla de Las Navas de Tolosa (1212).
4. Ocupación del valle del Guadalquivir por Fernando III el Santo (1252) y de Valencia, y las Baleares por Jaime I de Aragón, comenzando por la conquista de Mallorca en 1229. Quedará un reducto musulmán en Granada hasta 1492.

Entre los años 718 y 1230 se forman los principales núcleos cristianos en la península en los reinos de Asturias, Navarra, León, Galicia, Portugal, Aragón y Castilla. En la zona de los Pirineos, la reconquista es apoyada por el Imperio carolingio, el cual ayuda a que condados subsistan en la zona que se denominó como "Marca Hispánica".
En el siglo XIII, se produce un gran avance cristiano, la expansión de la Corona de Aragón por el Mediterráneo y la unión de Castilla con León.

#### Unión de León y Castilla

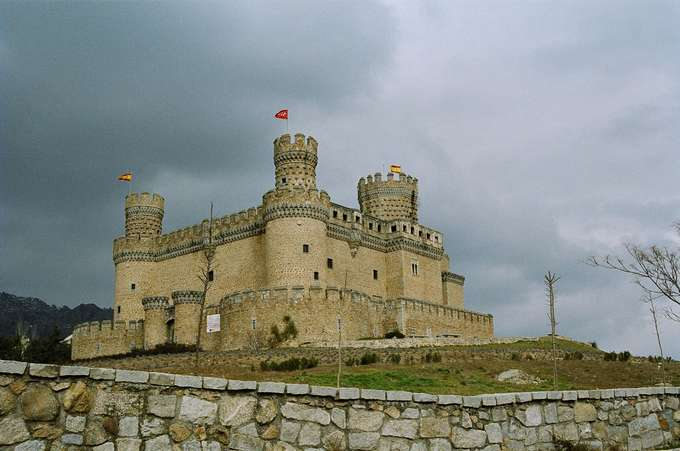
Castillo de Manzanares el Real. El castillo era el modo de fortificación más común en unas tierras fronterizas en constante conflicto que dieron nombre al Reino de Castilla (tierra de castillos).

En el año 1037 muere Bermudo III, rey de León, en el campo de batalla contra su cuñado, Fernando I. Al no tener descendencia Bermudo III, su cuñado considera que es el sucesor y por lo tanto unifica el Reino de León y el Condado de Castilla. En el año 1054 Fernando I lucha contra su hermano García Sánchez III de Nájera, rey de Navarra, en la batalla de Atapuerca, muriendo también el monarca navarro y anexionándose entre otras la comarca de los montes de Oca, cerca de la ciudad de Burgos.
A la muerte de Fernando I, ocurrida en 1065, el Condado de Castilla se convierte en reino, que hereda el primogénito Sancho II; Alfonso VI hereda el de León. Sancho II es asesinado en 1072 y su hermano accede al trono de Castilla, siendo el primer monarca de ambos reinos.
A su muerte le sucedió en el trono su hija Urraca. Esta se casó, en segundas nupcias, con Alfonso I de Aragón, pero al no lograr la unificación de los reinos y debido a los grandes enfrentamientos de clases entre los dos reinos, Alfonso I repudió a Urraca en 1114, lo que agudizó los enfrentamientos entre los reinos. Si bien el papa Pascual II había anulado el matrimonio anteriormente, habían seguido juntos hasta esa fecha. Urraca también tuvo que enfrentarse a su hijo, Rey de Galicia, fruto de su primer matrimonio, para hacer valer sus derechos sobre ese reino, y a su muerte este le sucede como Alfonso VII. Alfonso VII consigue anexionarse territorios de los reinos de Navarra y Aragón (aprovechando la debilidad de estos reinos desde que se escindieron a la muerte de Alfonso I de Aragón). Renuncia su derecho a la conquista de la costa mediterránea a favor de la nueva unión de Aragón y el Condado de Barcelona (que se produce con el matrimonio de Petronila y Ramón Berenguer IV). En su testamento vuelve a la tradición real de la división de sus reinos entre sus hijos. Otra vez se rompe la unión entre León y Castilla, siendo Fernando II rey de León y Sancho III rey de Castilla.
En 1230 se produce la definitiva unión entre León y Castilla (con algún paréntesis posterior de poca relevancia), cuando Fernando III el Santo recibe de su madre Berenguela en 1217 el Reino de Castilla y, tras la muerte de su padre Alfonso IX en 1230, acuerda con las herederas de este, Sancha y Dulce, la transferencia de León en la Concordia de Benavente.

#### Crisis bajomedieval

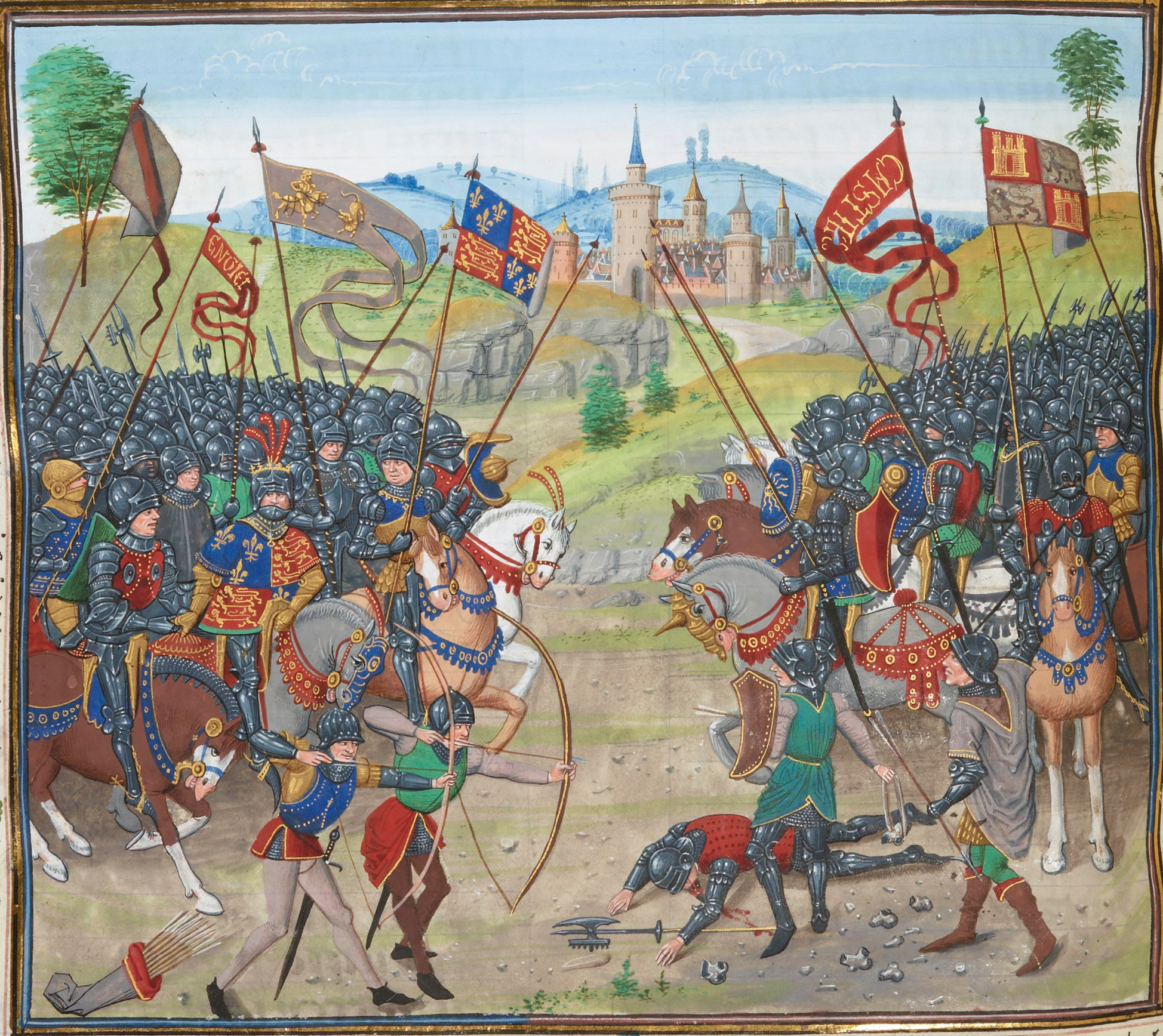
Batalla de Nájera o de Navarrete (1367)

La confluencia de varios factores adversos hicieron del siglo XIV una época de crisis generalizada, no solo en España sino en toda Europa. Entre esos factores cabe destacar un empeoramiento general del clima —con sus consecuencias para la agricultura—, la aparición de la peste negra en 1348, y el estallido de numerosos conflictos bélicos.
Desde finales del siglo XIII los conflictos internos, expresados en disputas sucesorias, llevaron a constantes guerras civiles en todos los reinos peninsulares, tanto en el musulmán como en los cristianos, especialmente en Navarra (guerra de la Navarrería, guerra civil de Navarra), y en la corona de Castilla (entre los partidarios de Alfonso X el Sabio y los de su hijo Sancho, entre los partidarios de los infantes de la Cerda y los de Fernando IV el Emplazado, entre los de Pedro I el Cruel y Enrique II el Fratricida —de la nueva dinastía Trastamara—, entre los de Juana la Beltraneja y los de Isabel la Católica). Muchos de ellos se inscribieron en conflictos de dimensión europea, como la guerra de los Cien Años, o entre reinos cristianos peninsulares, como la Guerra de los Dos Pedros (1356-1369, entre Castilla y Aragón) y la batalla de Aljubarrota (1385, entre Castilla y Portugal). La alianza anglo-portuguesa (1373) demostró tener una extraordinaria proyección (se ha prolongado, bajo distintas formas, hasta el día de hoy). En la Corona de Aragón, la ausencia de heredero directo llevó a las Cortes a elegir como rey a Fernando el de Antequera, emparentado con los Trastámara castellanos (compromiso de Caspe de 1412).
Paralelamente, los últimos siglos de la Edad Media supusieron un verdadero florecimiento de la vida intelectual, multiplicándose las instituciones educativas, con presencia competitiva de las órdenes religiosas (especialmente dominicos, franciscanos y agustinos). Universidades y colegios mayores fueron convirtiéndose en un mecanismo de formación de las élites eclesiásticas y burocráticas, a través de las que se establecían redes clientelares. A las ya existentes en Palencia, Salamanca, Valladolid y Murcia, y a las instituciones conocidas como studium arabicum et hebraicum (Toledo, Murcia, Sevilla, Barcelona); se sumaron la Universidad de Lérida (1300), la Universidad de Coímbra (1308, trasladada desde Lisboa), la Universidad de Perpiñán (1350), la Universidad Sertoriana de Huesca (1353), la Universidad de Valencia (1414), la Universidad de Barcelona (1450) y la Universidad de Santiago de Compostela (1495).

#### El auge del castellano
Hasta el siglo XIII, se hablaban muchas lenguas en los territorios que hoy forman España, entre ellas el castellano, árabe, aragonés, catalán, vasco, gallego, ladino, aranés y asturleonés. Además, en los territorios cristianos el latín era la lengua oficial de la iglesia y de la administración. A lo largo de dicho siglo, el castellano (que también se conoce hoy como español) ganó cada vez más prominencia en el Reino de Castilla como lengua de cultura y comunicación. Un ejemplo de esto es la composición de grandes epopeyas como Cantar de mio Cid. En los últimos años del reinado de Fernando III de Castilla, el castellano empezó a usarse para ciertos tipos de documentos administrativos y durante el reinado de su sucesor Alfonso X se convirtió en el idioma oficial del reino de Castilla (junto con el latín que siguió usándose para numerosos propósitos religiosos y seculares).
A partir del siglo XIII gran parte de los documentos públicos fueron escritos en castellano, y las traducciones se realizaron preferentemente al castellano en lugar del latín. Por otra parte, en el siglo XIII se fundaron muchas universidades en los reinos de León y Castilla; algunas, como las de Salamanca y Palencia se encontraban entre las primeras universidades de Europa. En 1492, durante el reinado de los Reyes Católicos, se publicó la primera edición de la Gramática de la Lengua Castellana de Antonio de Nebrija. Fuera de Castilla se siguieron usando ampliamente las lenguas romances autóctonas, aunque a menudo coexistían con el castellano. Hacia 1600 el castellano era la lengua dominante en Zaragoza y gran parte de Aragón oriental, y un desplazamiento similar se observó en las regiones orientales del antiguo Reino de León. Sin embargo, en Galicia, Asturias, País Vasco, Valencia, Cataluña y Baleares el castellano no penetraría de manera importante hasta dos o tres siglos más tarde, dependiendo de la región.[cita requerida] Por otra parte el árabe andalusí siguió siendo la lengua dominante de muchas regiones hasta la expulsión de los moriscos a principios del siglo XVII.

## Historia moderna de España

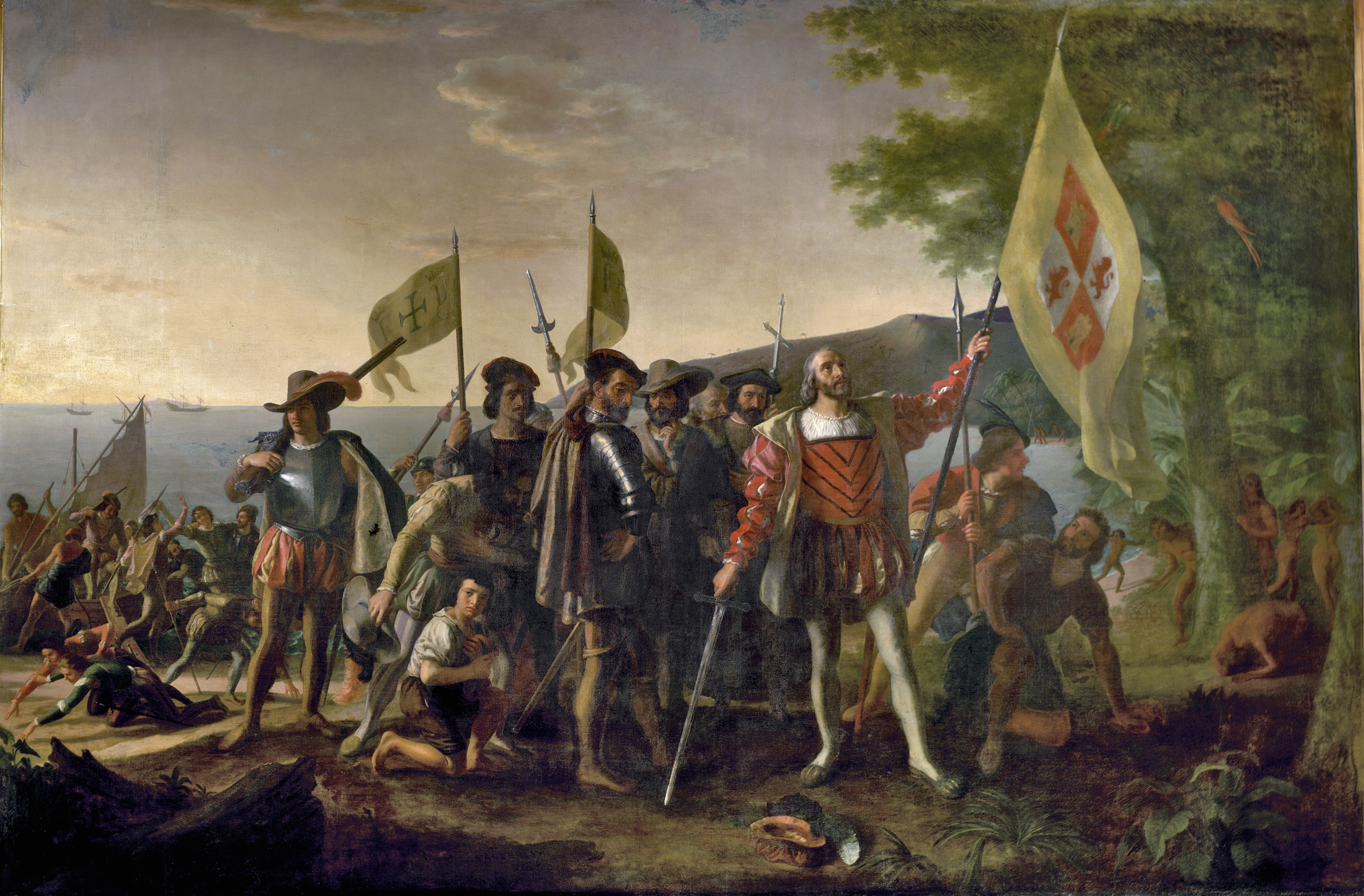
Cristóbal Colón tomando posesión de las Indias Occidentales

En 1469, con el matrimonio de Isabel y Fernando, príncipe heredero de Aragón se consuma la unión dinástica de los reinos de Castilla y Aragón en 1479, aunque ambos territorios mantendrían sus leyes e instituciones propias hasta 1707 (ver Decretos de Nueva Planta), eso sí, bajo el mandato del mismo monarca.
Antes de ello, entre 1474, año de la muerte de Enrique IV, y 1479 empezó una guerra civil por la sucesión de la corona de Castilla entre partidarios de Isabel y partidarios de Juana la Beltraneja, hermanastra e hija legítima de Enrique IV, respectivamente, casada con el rey de Portugal, que de haber ganado los partidarios de Juana hubiera producido la unión de Castilla con Portugal.
La reconquista finaliza en 1492 con la toma de Granada por los Reyes Católicos. En este mismo año se produce la expulsión de los judíos y el descubrimiento de América; la expedición de La Pinta, La Niña y La Santa María comandada por el navegante Cristóbal Colón y sufragada por la Corona española, arribaría a una isla llamada Guanahani el viernes 12 de octubre de 1492.
En los siglos XV y XVI, la población de la península ibérica se concentraba en los territorios de la corona de Castilla, principalmente el valle del Duero, Andalucía y la Mancha. La población de la Corona de Castilla creció de unos 3,4 millones de habitantes en 1400 a 4,5 millones en 1530 y 6,5 millones en 1590. Desde principios del siglo XV se produjo el boom de la lana merina castellana, que gracias al desarrollo de nuevas técnicas de hilatura alcanzó gran difusión internacional y se convirtió en la materia prima principal de los tejidos hechos en Flandes. Mercaderes castellanos se establecieron en las principales ciudades de Europa Occidental e introdujeron técnicas comerciales como las letras de cambio y los seguros marítimos.

### Conquista de las islas Canarias

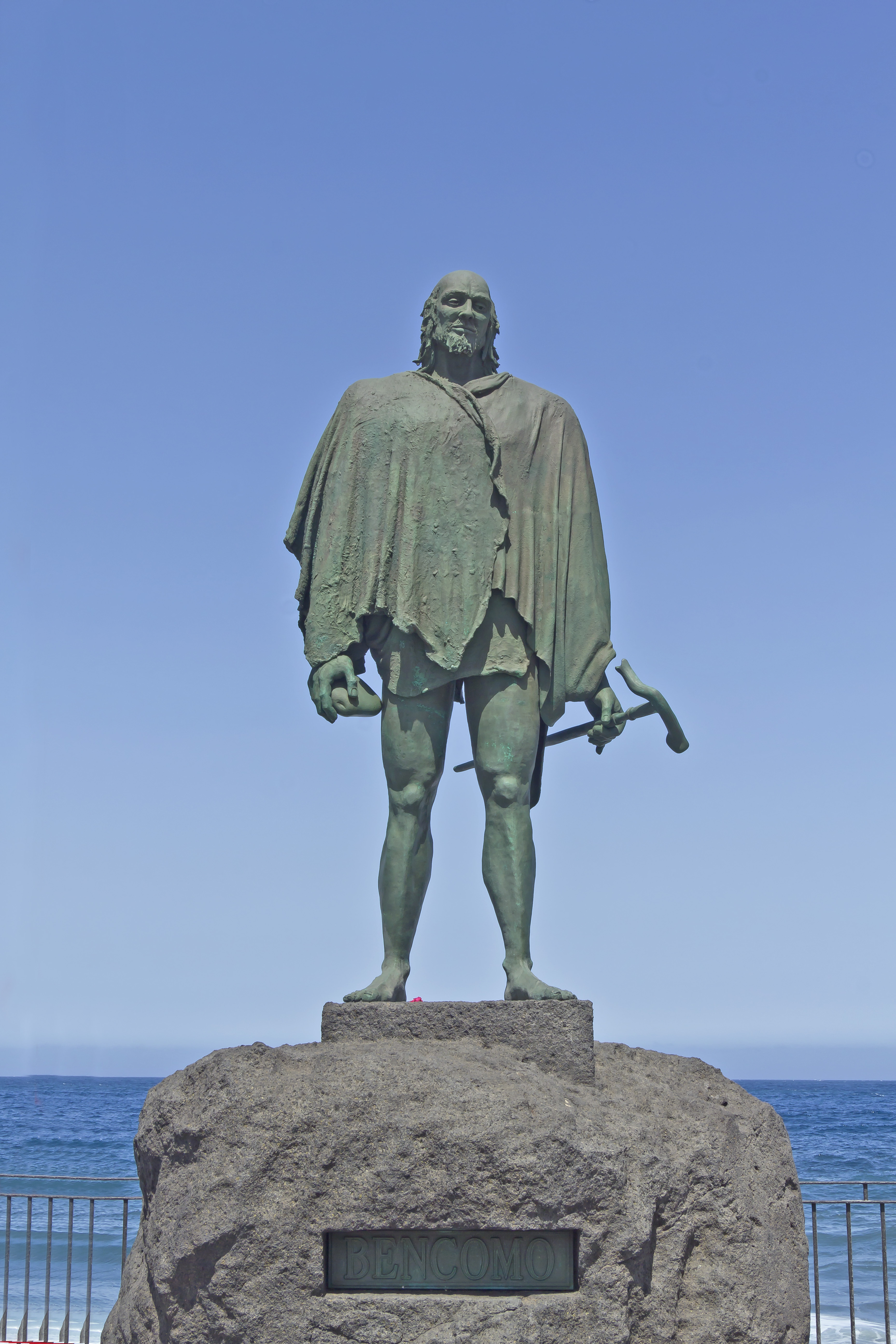
Bencomo fue un mencey guanche de Tenerife que dirigió la resistencia aborigen en esta isla frente a la conquista castellana.

La conquista de las islas Canarias por parte de la Corona de Castilla se llevó a cabo entre 1402 (con la conquista de Lanzarote) y 1496 (con la conquista de Tenerife). Se pueden distinguir dos periodos en este proceso: la Conquista señorial, llevada a cabo por la nobleza a cambio de un pacto de vasallaje, y la Conquista realenga, llevada a cabo directamente por la Corona, durante el reinado de los Reyes Católicos.
No fue una empresa sencilla en lo militar, dada la resistencia aborigen en algunas islas. Tampoco lo fue en lo político, puesto que confluyeron los intereses particulares de la nobleza (empeñada en fortalecer su poder económico y político mediante la adquisición de las islas) y los estados, particularmente Castilla, en plena fase de expansión territorial y en un proceso de fortalecimiento de la Corona frente a la nobleza.
Para su estudio, los historiadores distinguen dos periodos en la conquista de Canarias:
- Conquista señorial. Se conoce con este nombre a la conquista llevada a cabo por la nobleza, en beneficio propio y sin una participación directa de la Corona, que otorga el derecho de conquista a cambio de un pacto de vasallaje del noble conquistador hacia la Corona. Distinguiremos dentro de ella la conocida como Conquista Betancuriana o Normanda, llevada a cabo por Jean de Bethencourt y Gadifer de la Salle entre 1402 y 1405 y que afectó a las islas de Lanzarote, El Hierro y Fuerteventura. La otra fase se conoce como Conquista Señorial castellana, llevada a cabo por nobles castellanos que se apropiaron, mediante compras, cesiones y matrimonios, de las primeras islas conquistadas e incorporaron la isla de La Gomera hacia 1450.
- Conquista realenga. Este término define a la conquista llevada a cabo directamente por la corona de Castilla, durante el reinado de los Reyes Católicos quienes armaron y en parte financiaron la conquista de las islas que faltaban por dominar: Gran Canaria, La Palma y Tenerife. En el año 1496, llegó la conquista a su fin con el dominio de la isla de Tenerife, integrándose el Archipiélago Canario en la Corona de Castilla. La conquista realenga tuvo lugar entre 1478 y 1496.

### Imperio español

Imperio español tras la proclamación de Felipe II, rey de España y Portugal (1580-1640).

El Imperio español fue uno de los primeros imperios mundiales modernos y uno de los mayores imperios de la historia, siendo considerado el primer imperio global, ya que por primera vez un imperio abarcaba posesiones en todos los continentes (menos Antártida), las cuales, a diferencia de lo que ocurría en el Imperio romano, en el Imperio carolingio o en el mongol, no se comunicaban por tierra las unas con las otras.
En el siglo XV, la Corona española buscaba la apertura de nuevas rutas comerciales a través de los mares y océanos. En 1492 los Reyes Católicos financiaron el proyecto del navegante Cristóbal Colón en la búsqueda de una nueva ruta comercial con Asia a través del océano Atlántico. La llegada al Nuevo Mundo y la posterior conquista de América forjaron la creación del Imperio.
Durante el siglo siguiente España sería la principal potencia del mundo occidental y primera potencia de la época, si bien hacia 1650 estaría en decadencia siendo superada por otras potencias europeas. Los conquistadores españoles llegaron a numerosos territorios pertenecientes a diferentes culturas en América y otros territorios de Asia, África y Oceanía. La incorporación del Reino de Portugal en 1580 supuso el momento de máxima extensión formal del Imperio hispano.
El área de influencia de España se expandió, constituyéndose en la mayor potencia económica del mundo durante el siglo XVI, el comercio floreció a través del Atlántico entre la península ibérica y las Américas, y en el Pacífico desde Asia del Este y las Filipinas hasta México, y en el aspecto militar, durante varios siglos el Imperio español dominaría los mares y océanos con la armada y los campos de batallas con la infantería de los tercios. Aunque a partir del siglo XVII su poder e influencia en el centro de Europa e Italia se vio ampliamente contestado.
Durante su apogeo económico, el imperio tuvo gran prestigio cultural e influencia militar. Muchas cosas que provenían de España eran a menudo imitadas. Las expresiones artísticas más cultivadas en España fueron la literatura, las artes plásticas, la música y la arquitectura, mientras el saber se acumulaba y se enseñaba desde prestigiosas universidades como las de Salamanca o Alcalá de Henares. Sin embargo, a diferencia de lo que pasó en otros países de Europa la ciencia no tuvo un resurgir tan vigoroso.

#### Siglo de Oro

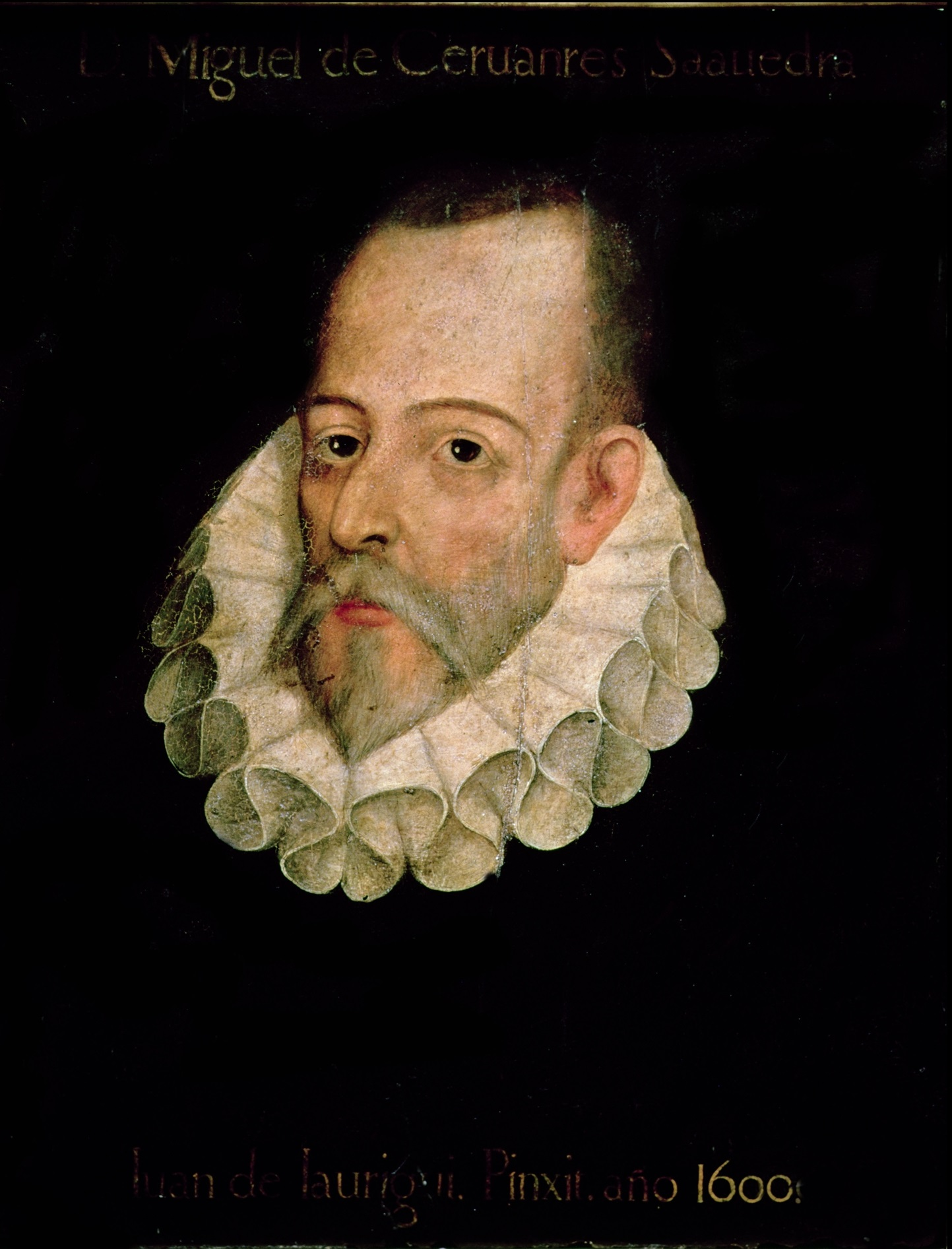
Miguel de Cervantes Saavedra

El Siglo de Oro español fue un período floreciente en las artes y las letras hispanas que abarca cronológicamente desde la publicación de la Gramática castellana de Nebrija en 1492 hasta la muerte de Calderón en 1681.
La literatura española con Miguel de Cervantes Saavedra alumbró la considerada primera novela moderna, el Don Quijote de la Mancha, el libro más editado y traducido de la historia universal; así como el género de la picaresca cuya obra iniciática fue el Lazarillo de Tormes. Entre la interminable nómina de poetas, dramaturgos y prosistas destacables durante el Siglo de Oro español podríamos destacar a Quevedo, Góngora, Lope, Calderón, Tirso de Molina, Fernando de Rojas, San Juan de la Cruz, Fray Luis de León, Santa Teresa de Ávila, Mateo Alemán, etc. o a humanistas, teólogos o filósofos como Baltasar Gracián, Antonio de Nebrija, Juan Luis Vives, Fray Bartolomé de las Casas o Miguel Servet.
Diego Velázquez, considerado como uno de los pintores más influyentes de la historia, cultivó una relación con el rey Felipe IV y su primer ministro, el conde-duque de Olivares, que legó varios retratos que demuestran su extraordinaria maestría y habilidad. El Greco tras establecerse en España realizaría sus más importantes obras Manieristas. Y de este periodo son hijos otros grandes pintores como Murillo, Ribera o el tenebrista Zurbarán. En escultura cabría destacar figuras como Alonso Berruguete, Gregorio Fernández, Francisco Salzillo, Alonso Cano o Pedro de Mena.
Los Habsburgo, tanto en España como en Austria, fueron los grandes mecenas del arte en sus países. El Escorial, el gran palacio y monasterio real construido por el arquitecto Juan Bautista de Toledo por mandato de Felipe II, y en el que posteriormente colaboraron Juan de Herrera, Juan de Minjares o Giovanni Battista Castello, provocó la admiración de algunos de los más grandes arquitectos europeos. Otros arquitectos destacables serían Pedro Machuca o Diego de Siloé.
Algunos músicos del periodo como Tomás Luis de Victoria, Luis de Milán y Alonso Lobo ayudaron a dar forma a la música del Renacimiento y de los estilos del contrapunto y la música policoral, y su influencia se prolongó hasta bien entrada la época barroca.

### Casa de Austria

El emperador Carlos I en Mühlberg por Tiziano

Con Carlos I comienza el reinado de la dinastía de los Habsburgo, o Casa de Austria, con la que España conocerá su mayor expansión territorial gracias a la conquista de extensos territorios en América y otras colonias de ultramar. Además, el rey Carlos I fue coronado Emperador del Sacro Imperio como Carlos V, lo que añadió extensos territorios europeos a la Corona; posteriormente, Felipe II, aumenta sus territorios en América y ciñe la corona de Portugal con sus territorios de Ultramar, iniciando un periodo (1580-1640) en el que los dominios del Monarca Católico pasaron a ser la mayor potencia económica y militar del mundo.
Tras la guerra de Sucesión perdió la preponderancia militar en Europa, aunque siguió siendo la mayor potencia económica del mundo y conservó el dominio de los mares hasta fines del siglo XVIII.
Podemos dividir este periodo según los monarcas reinantes en:
- Reinado de Carlos I de España (1516-1556).
- Reinado de Felipe II (1556-1598).
- Reinado de Felipe III (1598-1621).
- Reinado de Felipe IV (1621-1665).
- Paz de Westfalia (1648). España reconoce la independencia de los Países Bajos.

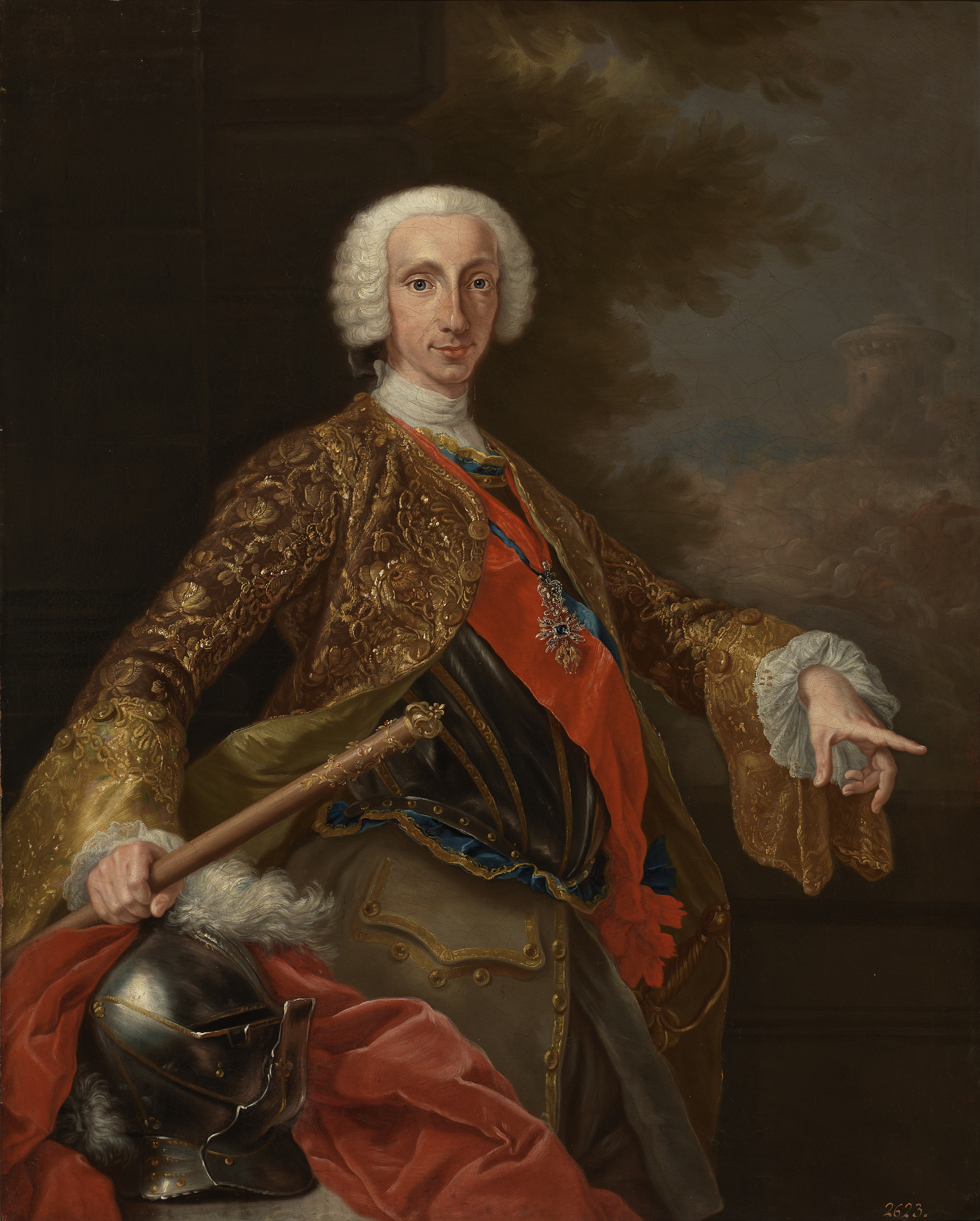
Retrato del rey Carlos III (1759-1788), monarca que durante su reinado intentó modernizar la sociedad española bajo un programa ilustrado.

- Reinado de Carlos II (1665-1700).

### La Casa de Borbón y la Ilustración
La Casa de Borbón empezó a reinar en España el año 1700, con la coronación de Felipe V. Poco después, en 1702 empieza la guerra de sucesión española en la que participó Aragón, pero no los de las provincias vascas y de Navarra que, como parte de Castilla, permanecieron fieles. También hizo amplias reformas administrativas para aproximar su nuevo reino al modo centralizado de su país de origen.
Se conoce como periodo de la Ilustración política en España al que abarca los reinados de los borbones desde Felipe V en 1700 hasta Carlos IV que finaliza su reinado abruptamente en 1808, recogiendo el movimiento del siglo de las luces que se inicia en Francia y es la antesala de la Revolución francesa.
- Reinado de Felipe V (1700-1746), con un breve reinado de Luis I de España en 1724.
- Tratado de Utrecht (1713).
- Reinado de Fernando VI (1746-1759).
- Reinado de Carlos III (1759-1788).
- Reinado de Carlos IV (1788-1808).

### Absolutismo y centralización de España
Felipe V firmó varios Decretos de Nueva Planta entre 1707 y 1715, unas nuevas leyes que revocaron la mayoría de los derechos históricos y privilegios de los diferentes reinos que formaban la Corona española, especialmente de la Corona de Aragón, unificándolos bajo las leyes de Castilla, donde las Cortes habían sido más receptivas a la voluntad real. España se convirtió cultural y políticamente en un seguidor de la Francia absolutista. Felipe V hizo reformas en el gobierno y fortaleció la autoridad central con relación a las provincias. Las reformas iniciadas por el primer borbón culminaron con otras mucho más importantes de Carlos III. La economía, en general, fue mejorando en el siglo XVIII respecto de la depresión de la segunda mitad del siglo XVII, con una mayor productividad y un menor número de hambrunas y epidemias.

## Historia contemporánea de España

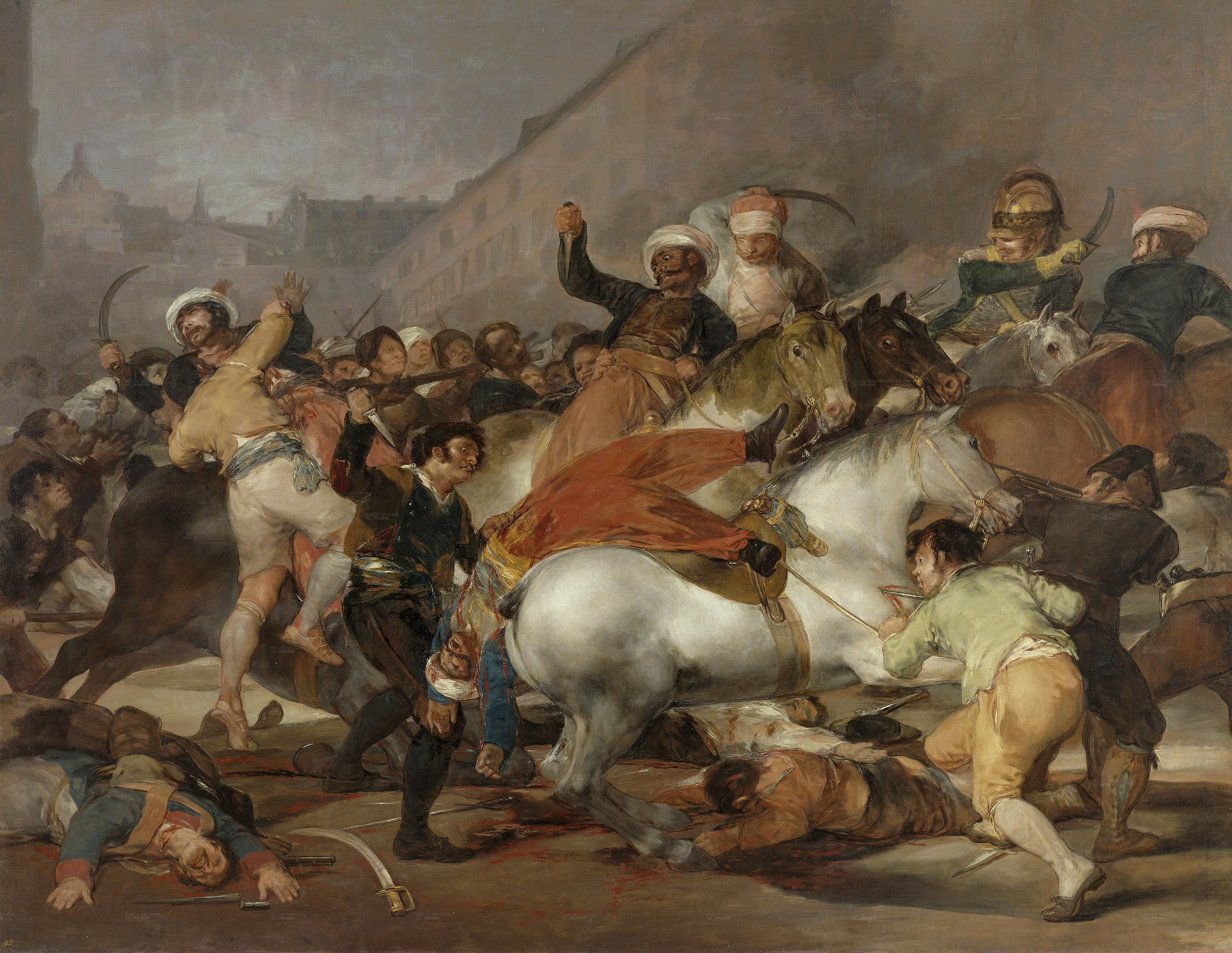
La carga de los mamelucos, por Goya

### Guerra de la Independencia (1808-1813)

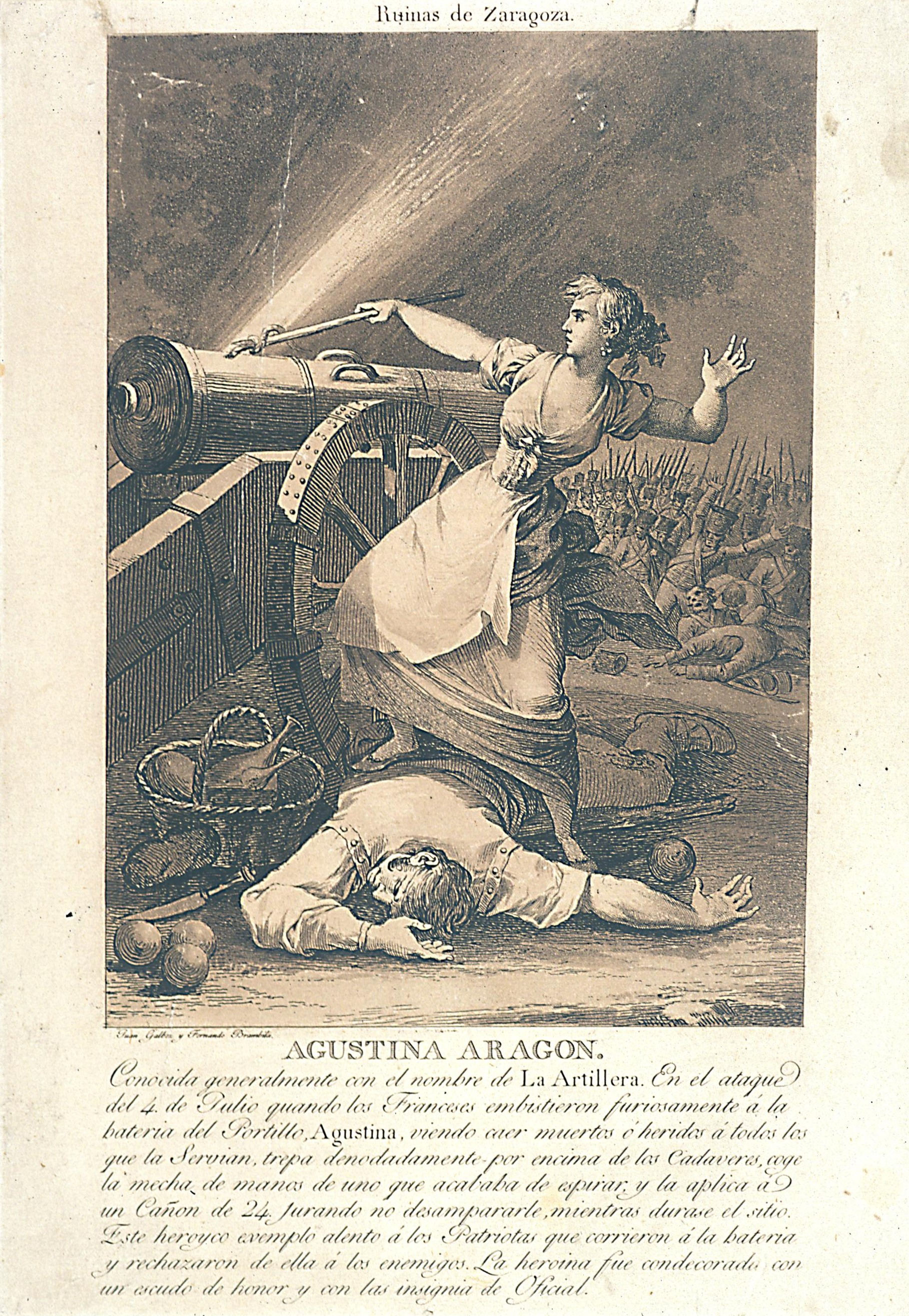
Agustina de Aragón luchando contra las tropas napoleónicas. Estampa de Juan Gálvez y Fernando Brambilla, publicada en Cádiz por la Real Academia de Bellas Artes en 1812-1813.

- 1801-1813 Reino de España, lucha de poder entre Carlos IV y Fernando VII. Guerra de la Independencia española (1801-1813).
- 1808: Levantamiento del 2 de mayo en Madrid.
- 1808-1813: Reinado de José I Bonaparte.
- 1808-1810: Junta Suprema Central.
- 1810-1814: Cortes de Cádiz.
- 1810-1830: Independencia de Hispanoamérica.

### Reinado de Fernando VII (1814-1833)
- El sexenio absolutista (1814-1820)
- El trienio liberal (1820-1823).
- La Década Ominosa (1823-1833).

### Reinado de Isabel II (1833-1868)

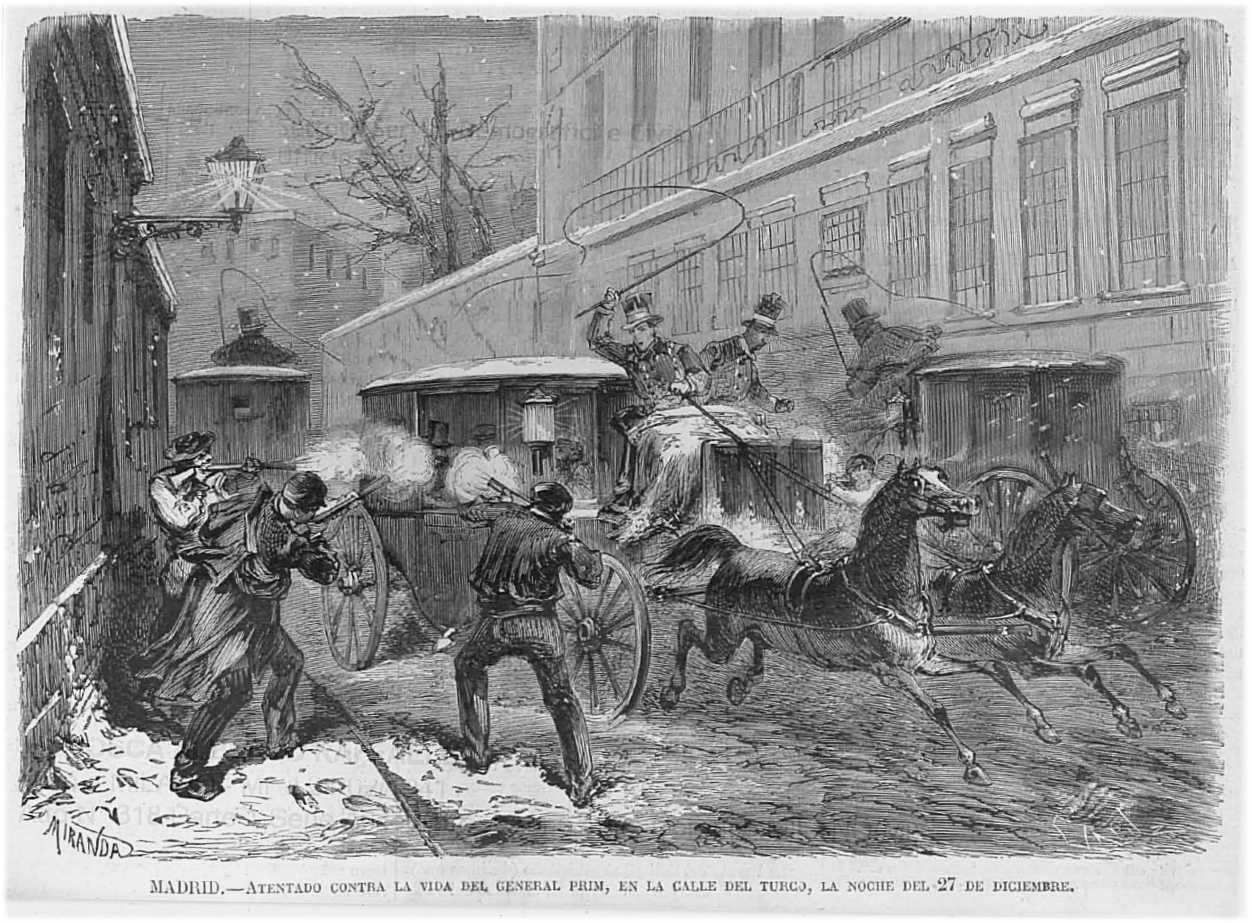
Magnicidio del presidente del Consejo de Ministros de España Juan Prim en la calle del Turco, la noche del 27 de diciembre de 1870.

- Regencia de María Cristina de Borbón-Dos Sicilias (1833-1840).
- Primera guerra carlista (1833-1840).
- Regencia del general Baldomero Espartero (1840-1843).
- Reinado personal de Isabel II (1843-1868).
- Revolución de 1868

### Sexenio Democrático (1868-1874)
Se conoce por Sexenio Democrático el periodo de la historia de España transcurrido desde el triunfo de la revolución de septiembre de 1868 hasta el pronunciamiento de diciembre de 1874 que supuso el inicio de la etapa conocida como Restauración.

#### Reinado de Amadeo de Saboya (1870-1873)
Tras la revolución de 1868 en España se proclama una monarquía constitucional. Hay una dificultad inherente al cambio de régimen y es encontrar un rey que acepte el cargo. Finalmente el 16 de noviembre de 1870 con el apoyo del sector progresista de las Cortes Amadeo de Saboya es elegido rey como Amadeo I de España, sucediendo a Isabel II.
Amadeo tuvo serias dificultades debido a la inestabilidad de los políticos españoles, las conspiraciones republicanas, los alzamientos carlistas, el separatismo de Cuba, las disputas entre sus propios aliados y algún que otro intento de asesinato. Abdicó por iniciativa propia el 11 de febrero de 1873. A su marcha se proclamó la Primera República española.

#### Primera República española (1873-1874)
La Primera República española fue proclamada el 11 de febrero de 1873 por las Cortes Generales, sumiendo a la nación en una profunda inestabilidad en la que se sucedieron cuatro presidentes, Figueras, Pi y Margall, Salmerón y Castelar, en once meses. La debilidad con la que nació provocó la inmediata restauración borbónica debido a varios factores, incluidos los levantamientos carlistas y la carencia de una burguesía, base social y tradición que la sustentase.

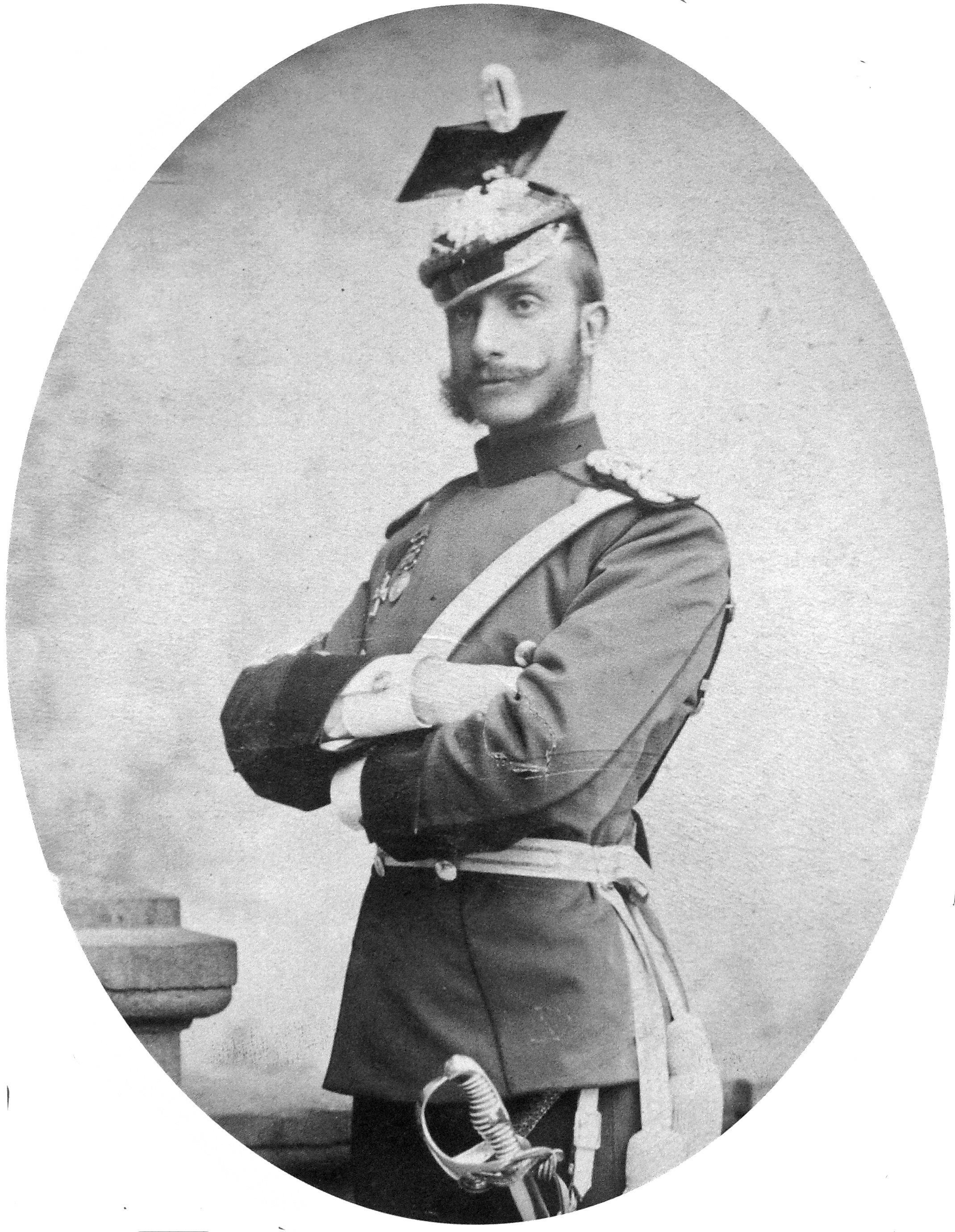
Alfonso XII fotografiado en 1884

### Restauración borbónica (1874-1931)
Se conoce como Restauración borbónica al periodo que abarca desde el pronunciamiento del general Martínez Campos en 1874 hasta la proclamación de la Segunda República en 1931. El periodo se caracteriza por la estabilidad institucional, la conformación de un modelo liberal del Estado y la incorporación de los movimientos sociales y políticos, fruto de la revolución industrial, que comienza su decadencia con la dictadura de Miguel Primo de Rivera en 1923.

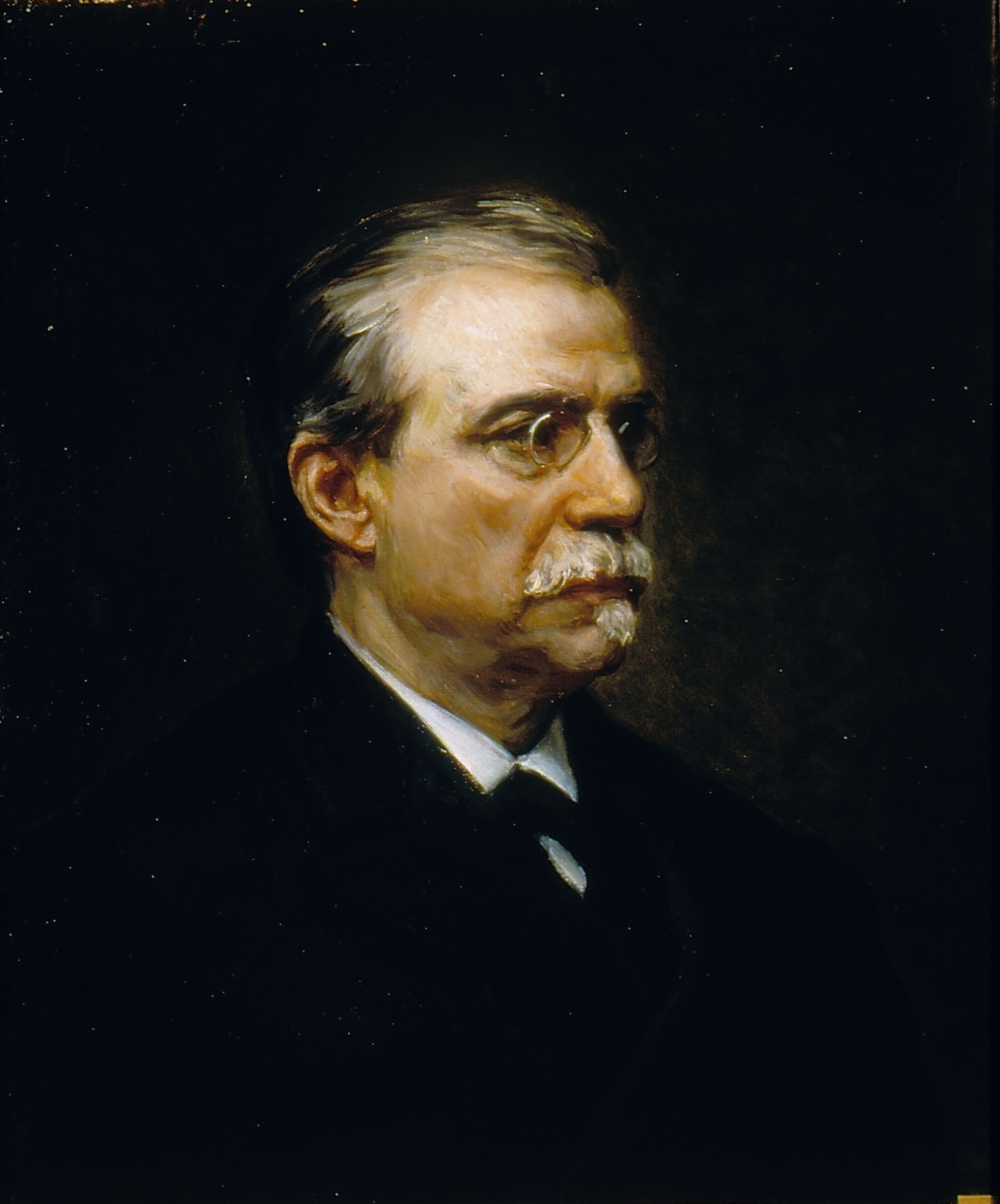
Antonio Cánovas del Castillo, figura clave en la segunda mitad del siglo español, impulsor de la Constitución española de 1876, que supuso el inicio de un periodo de estabilidad institucional. Murió asesinado el 8 de agosto de 1897, en Mondragón, por disparos del anarquista Michele Angiolillo.

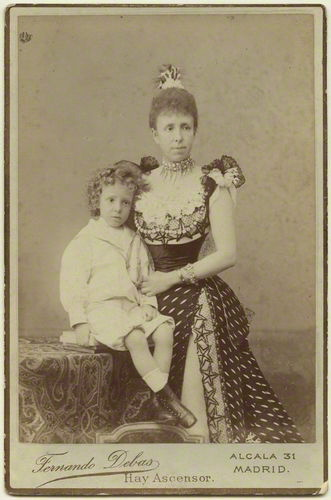
María Cristina de Habsburgo ejerció de regente durante la minoría de su hijo, Alfonso XIII.

Aunque la exreina, Isabel II seguía con vida, ella reconoció que era demasiado divisiva como líder, y abdicó en 1870 en favor de su hijo, Alfonso XII. Después del fracaso de la Primera República española, los españoles estaban dispuestos a aceptar un retorno a la estabilidad gubernamental bajo el dominio Borbón. Los ejércitos republicanos que se resisten a una insurrección carlista, declararon su lealtad al nuevo rey en el invierno de 1874-1875. La República se disolvió y Antonio Cánovas del Castillo, político e intelectual de confianza del rey, fue nombrado primer ministro en la víspera de Año Nuevo de 1874, promulgándose el 30 de junio de 1876 la nueva Constitución.
La insurrección carlista fue reprimida enérgicamente por el nuevo rey, que tuvo un papel activo en la guerra y rápidamente se ganó el apoyo de la mayoría de los españoles. Un sistema de turnos se estableció en España en la que los liberales, encabezados por Práxedes Mateo Sagasta y los conservadores, liderados por Antonio Cánovas del Castillo, se alternaron en el control del gobierno. La estabilidad y el progreso económico se restableció en España durante el reinado de Alfonso XII.
Cabe destacar la redacción de los proyectos de gobierno autonómico para Cuba y Puerto Rico llevados a buen fin por los políticos Maura, Abárzuza y Cánovas, que cristalizaron durante el gobierno de Sagasta, con Segismundo Moret en el Ministerio de Ultramar, otorgando a la isla autonomía plena con la sola reserva del cargo de gobernador general, más los reales decretos por los que se establecía la igualdad de derechos políticos de los españoles residentes en las Antillas y los peninsulares, haciendo extensivo a Cuba y Puerto Rico el sufragio universal masculino.
En 1885 muere Alfonso XII de tuberculosis dando paso al reinado de Alfonso XIII precedido de la regencia de María Cristina de Habsburgo-Lorena, pero sobre todo, sería el asesinato de Cánovas del Castillo en 1897, el que conmocionaría a la nación, debido a las funestas consecuencias inmediatas derivadas de la guerra hispano-estadounidense de 1898.

#### Guerra hispano-estadounidense
España pierde Cuba, Filipinas y Puerto Rico: Cuba se rebeló contra España en el comienzo la guerra de los Diez Años en 1868, dando como resultado la abolición de la esclavitud en las colonias españolas en el Nuevo Mundo. Los intereses estadounidenses en la isla, junto con la preocupación por el pueblo de Cuba, empeoraron las relaciones entre los dos países. La explosión del USS Maine lanzó la guerra de Cuba en 1898, en el que España sufrió un descalabro. Cuba obtuvo su independencia y España perdió sus últimas colonias del Nuevo Mundo: Puerto Rico, junto con Guam y las Filipinas fueron cedidas a los Estados Unidos por 20 millones de dólares. En 1899, España vendió su participación restante de las islas del Pacífico, las islas Marianas del Norte, islas Carolinas y Palaos, a Alemania y las posesiones coloniales españolas se redujeron al Marruecos español, Sahara Español y Guinea española, todo en África. El «desastre» de 1898 creó la generación del 98, un grupo de estadistas e intelectuales que exigían el cambio liberal del nuevo gobierno.

#### Primera Guerra Mundial
La neutralidad de España en la Primera Guerra Mundial le permitió convertirse en un proveedor de material para los contendientes, lo que provocó una burbuja económica durante los años de la contienda. La guerra del Rif, el brote de la gripe de 1918 en España y en otros lugares, junto con una desaceleración económica importante en el período de posguerra, llegó a España particularmente difícil, y el país entró en crisis. Como intento por superar dicha situación, el rey Alfonso XIII decidió apoyar a la dictadura del general Miguel Primo de Rivera.

##### Crisis de la Restauración
A partir de 1917, se constata una descomposición interna del régimen político canovista de la restauración, caracterizado por la atomización en bandos personalista de los partidos políticos, el alza de los movimientos subversivos desde las juntas militares, el pistolerismo a sueldo y los comités revolucionarios y por último el descontento generalizado de la población.
- Fundación de la CNT:[80] En 1910 se funda la CNT, a raíz de la unión de distintos sindicatos Anarquistas de todo el estado que tenían ya una tradición de varias décadas. A diferencia de los comunistas, el sindicato de la CNT repudiaba la idea de que existieran Estados.
- 1921: Fundación del Partido Comunista de España,[81] con motivo de la celebración de la III Internacional, convocada por Lenin.

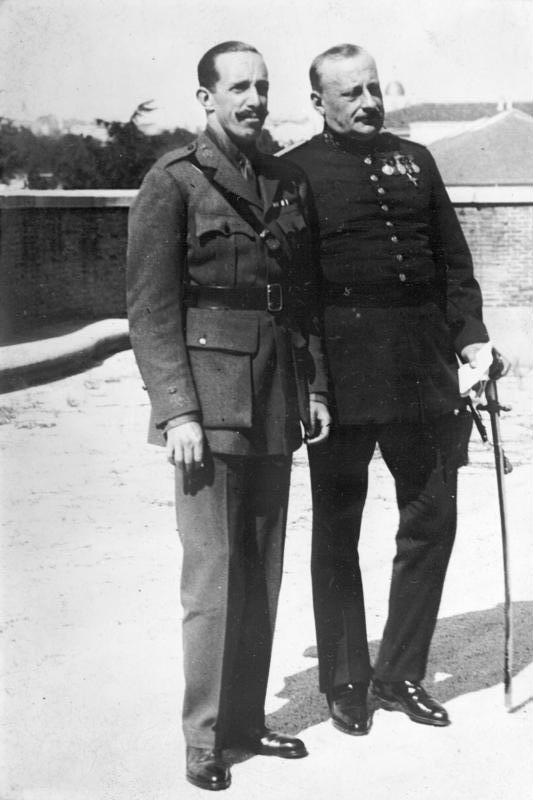
Alfonso XIII y Primo de Rivera en 1930

#### Dictadura de Primo de Rivera (1923-1930)
El 13 de septiembre de 1923 el capitán general de Cataluña, Miguel Primo de Rivera, se subleva contra el Gobierno y da un golpe de Estado con el apoyo de la mayoría de las unidades militares. La reunión prevista de las Cortes Generales para fechas inmediatamente posteriores con el objetivo de analizar el problema de Marruecos y el papel del ejército en la contienda fue el detonante último de la sublevación. A esta situación se une una grave crisis del sistema monárquico que no acaba de encajar en un siglo XX marcado por la revolución industrial acelerada, un papel no reconocido a la burguesía, tensiones nacionalistas y unos partidos políticos tradicionales incapaces de afrontar un régimen democrático pleno.

#### Dictablandadel general Berenguer (1930-1931)
Tras la crisis económica de 1927 acentuada en 1929, la violenta represión de obreros e intelectuales y la falta de sintonía entre la burguesía y la dictadura, la monarquía, cómplice, será el objeto en cuestión a partir de la unión de toda la oposición en agosto de 1930 en el llamado Pacto de San Sebastián. Los gobiernos de Dámaso Berenguer, denominado la «dictablanda», y de Juan Bautista Aznar-Cabañas, no harán otra cosa que alargar la decadencia. Tras las elecciones municipales de 1931, el 14 de abril se proclama la Segunda República, dando así fin a la restauración borbónica en España.

### Segunda República española (1931-1936)

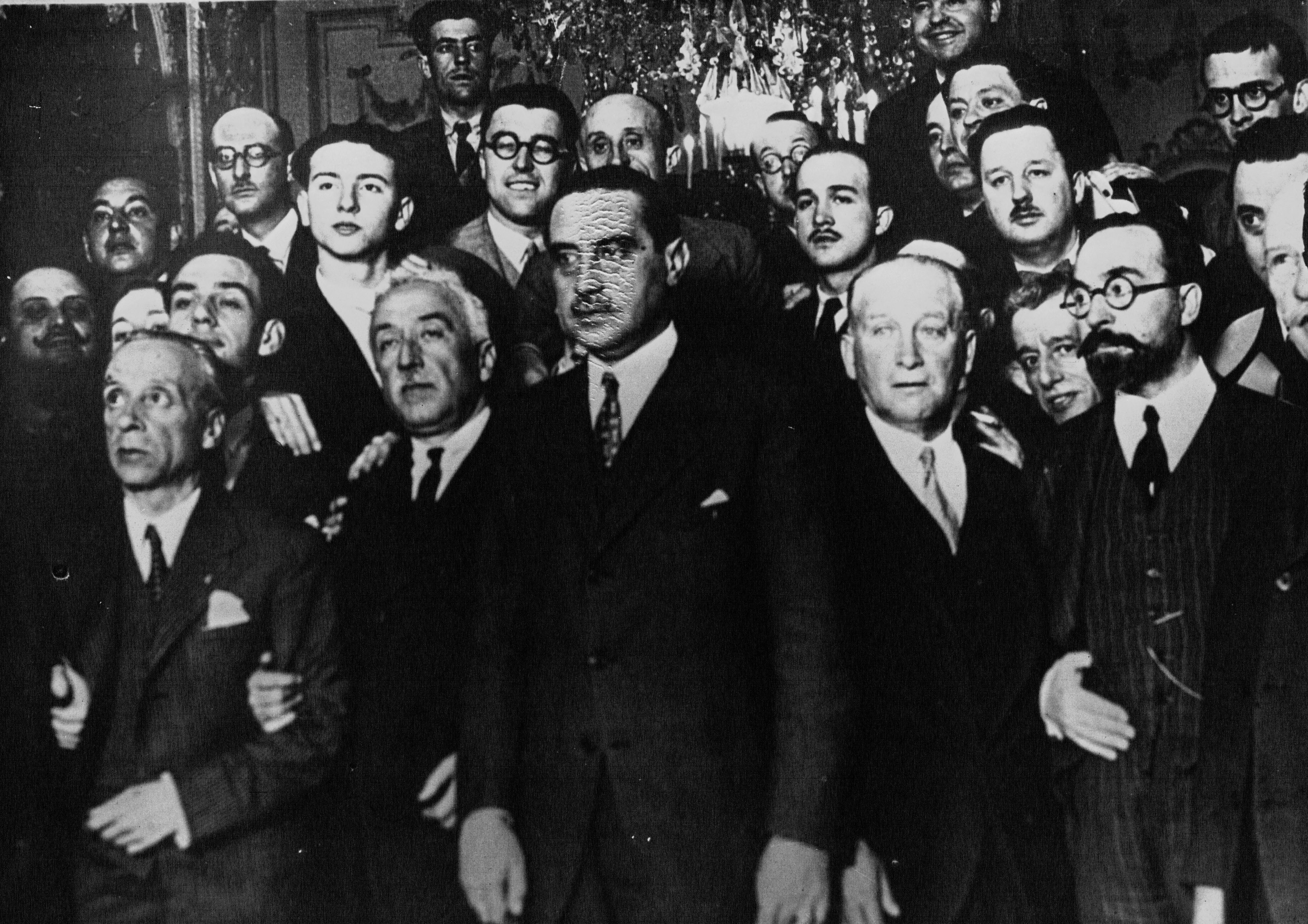
Miembros del gobierno provisional de la Segunda República; de izquierda a derecha: Álvaro Albornoz, Niceto Alcalá-Zamora, Miguel Maura, Francisco Largo Caballero, Fernando de los Ríos y Alejandro Lerroux.

La victoria electoral de los republicanos en las ciudades trajo consigo la caída de la monarquía. El cambio de régimen se realizó sin derramamiento de sangre el 14 de abril de 1931, tras la proclamación de la República en Madrid, Barcelona y otras capitales españolas. Convencidos de que las elecciones municipales habían sido una manifestación nacional contra la monarquía, el conde de Romanones, ministro de Estado, recomendó al rey abandonar España y negoció con el comité revolucionario el traspaso del gobierno. Cuando el general Sanjurjo, jefe de la Guardia Civil, hizo saber que sus hombres no lucharían por la monarquía, Alfonso XIII tomó el camino del exilio.
El fervor republicano había salido de la marginación y había conquistado amplios sectores moderados de las clases medias urbanas, que eran las que venían contando en política hasta entonces. En la mayoría de las capitales, el resultado electoral fue celebrado con jubilosas manifestaciones pacíficas.
La historia de la Segunda República se suele dividir en tres etapas:
- Primer bienio (incluyendo o no el Gobierno Provisional), desde  su proclamación el 14 de abril de 1931 hasta la celebración de las elecciones generales de noviembre de 1933 que dieron paso al segundo bienio. Incluye los siguientes eventos importantes:
  - 1931: proclamación de la República Catalana en abril de 1931. Redacción y aprobación el diciembre de la Constitución de 1931.
  - 1932: sublevación en Sevilla del general Sanjurjo. Ley de Bases de la Reforma Agraria. Aprobación del Estatuto de Autonomía de Cataluña, Triunfo de Esquerra Republicana en las primeras elecciones al Parlamento de Cataluña. Francesc Macià, presidente de la Generalidad.
  - 1933: Ley de Congregaciones Religiosas. Insurrección anarquista. Fundación de la Falange Española. Estatuto Vasco.
- Segundo bienio: iniciado por el triunfo del centro derecha en las elecciones de noviembre. 
  - 1933: primer gobierno de Lerroux con apoyo de la CEDA.
  - 1934: Revolución de Asturias. Ruptura institucional con la Generalidad de Cataluña. Represión en Asturias dirigida por el general Franco.
- Gobierno del Frente Popular: tras el triunfo del Frente Popular en las elecciones del 16 de febrero.

### Guerra civil española (1936-1939)

Mapa general del desarrollo de la guerra
Zona nacional inicial - julio de 1936
Avance nacional hasta septiembre de 1936
Avance nacional hasta octubre de 1937
Avance nacional hasta noviembre de 1938
Avance nacional hasta febrero de 1939
Última zona bajo control republicano
Principales centros de los nacionales
Principales centros republicanos
Batallas terrestres
Batallas navales
Ciudades bombardeadas
Masacres
Campos de concentración
Campos de refugiados

La guerra civil española (17 de julio de 1936-1 de abril de 1939) ha sido considerada, junto a la Segunda Guerra Chino-Japonesa, como preámbulo de la II Guerra Mundial.

#### Desarrollo de la guerra
El 17 de julio de 1936, el general Francisco Franco dirigió el Ejército Español de África hacia la península, mientras que otro ejército desde el norte al mando del general Mola se trasladó al sur de Navarra. Las unidades militares se movilizaron también en otros lugares para hacerse cargo de las instituciones gubernamentales. El movimiento de Franco tenía la intención de hacerse con el poder de inmediato, pero la exitosa resistencia de los republicanos en lugares como Madrid, Barcelona, Valencia, Málaga y el País Vasco, significó el comienzo de una guerra civil cruel, fratricida y prolongada. En poco tiempo, gran parte del sur y el oeste estaba bajo el control del ejército sublevado, cuyas fuerzas de África constituían la tropa más profesional del conflicto. Ambas partes recibieron la ayuda militar extranjera, los sublevados de la Alemania nazi, la Italia fascista y de la dictadura de Portugal, mientras que el ejército popular republicano fue ayudado por la Unión de Repúblicas Socialistas Soviéticas (URSS), México liderado por Lázaro Cárdenas del Río presidente del Partido de la Revolución Mexicana, y las Brigadas internacionales, constituidas por socialistas, comunistas y anarquistas llegados desde diferentes países del mundo.
El asedio del Alcázar de Toledo en los comienzos de la guerra supuso un punto de inflexión. Los republicanos consiguieron resistir en Madrid, a pesar del asalto nacional en noviembre de 1936, y frustraron ofensivas posteriores como en las batallas del Jarama y Guadalajara en 1937.
Pronto, sin embargo, los nacionales comenzaron a penetrar en el territorio republicano, haciendo incursiones en el este. El norte peninsular fue ocupado a finales de 1937 y el frente de Aragón republicano se derrumbó poco después. El bombardeo de Guernica supuso el ataque aéreo a civiles más cruel de la guerra, siendo perpetrado por la Legión Cóndor de la Luftwaffe alemana.
La batalla del Ebro en julio y noviembre de 1938 fue el último intento desesperado de los republicanos para cambiar el rumbo de la guerra. Cuando cayó Barcelona en manos de los nacionales a principios de 1939, la guerra quedó decidida. Los frentes republicanos restantes se derrumbaron y Madrid fue tomada en marzo de 1939. La guerra, que costó entre 300 000 y 1 000 000 de vidas, puso fin a la República dando paso a la dictadura de Francisco Franco.
La conducción de la guerra fue encarnizada en ambos bandos, con asesinatos y fusilamientos sumarios de civiles, eclesiásticos y prisioneros por nacionales y republicanos. Tras la guerra, miles de republicanos fueron represaliados o encarcelados en campos de concentración, y muchos otros partieron hacia el exilio.

### Dictadura de Francisco Franco (1939-1975)
Francisco Franco Bahamonde fue jefe de Estado en régimen de dictadura, conocido como franquismo, desde 1939 hasta 1975.
Más de 400 000 presos políticos fueron utilizados como mano de obra esclava. Según el historiador Javier Rodrigo:

Buena parte de las políticas de construcción de la postguerra están hechas con mano de obra forzosa de prisioneros de guerra. Estos prisioneros provienen de campos de concentración que nacen con la lógica de superponer una política de violencia represiva, de transformación y de reeducación a esta lógica del aniquilamiento y la eliminación directa.
«'Esclavos del franquismo': España no ha reparado aún a los presos políticos». RT en Español. Consultado el 20 de septiembre de 2017.

Durante el régimen de Franco, España buscó activamente la devolución de Gibraltar por el Reino Unido, y ganó algo de apoyo para su causa en las Naciones Unidas. Durante la década de 1960, España comenzó a imponer restricciones sobre Gibraltar, que culminó con el cierre de la frontera en 1969. No se volvió a abrir por completo hasta 1985. El dominio español en Marruecos terminó en 1967. A pesar de la victoria militar en la invasión marroquí de 1957-1958 al África Occidental Española, España poco a poco renunció a sus colonias africanas restantes. Se concedió la independencia a Guinea Española, que se convertiría en Guinea Ecuatorial en 1968 y con la que se desarrollaría una aguda crisis diplomática apenas un año más tarde, mientras que el enclave marroquí de Ifni había sido cedido a Marruecos en 1969. Ese mismo año se iniciaría el cierre de la verja de Gibraltar, quedando cerrada la frontera hispano-británica en Gibraltar durante décadas.
Los últimos años del régimen de Franco vio una cierta liberalización económica y política, el llamado milagro español, incluyendo el nacimiento de una industria turística. España empezó a ponerse al día económicamente con sus vecinos europeos. Franco gobernó hasta su muerte, el 20 de noviembre de 1975, cuando el control se le dio al rey Juan Carlos I. En los últimos meses antes de la muerte de Franco, el Estado español entró en una parálisis. Esto fue capitalizado por el rey Hassan II de Marruecos, que ordenó la marcha verde en el Sáhara Occidental, última posesión colonial de España.

#### Principales acontecimientos

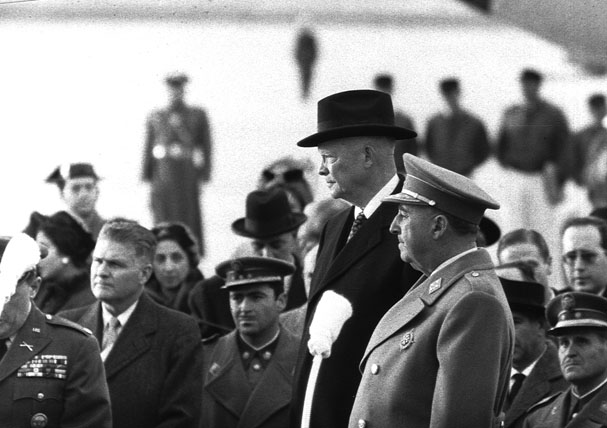
Francisco Franco Bahamonde junto a Dwight D. Eisenhower en la visita que este hizo a Madrid en 1959.

- 1942: Ley Constitutiva de las Cortes.
- 1945: se promulga el Fuero de los españoles y la Ley del Referéndum Nacional.
- 1947: se consigue el poder de Francia mediante contactos exteriores.
  - Ley de Sucesión a la Jefatura del Estado.
  - España cierra el último campo de concentración en Miranda de Ebro.
- 1950: España ingresa en la FAO.
- 1952: España ingresa en la Unesco.
- 1955: España ingresa en la ONU.
- 1958: España ingresa en el FMI. Ley de Principios del Movimiento.
- 1959: Visita del presidente de los EE. UU. Dwight D. Eisenhower.
- 1966: Ley Orgánica del Estado.
- 1969: Proclamación ante las Cortes del príncipe Juan Carlos de Borbón, como sucesor del jefe de Estado, Francisco Franco, a título de rey.
- 1973: el 20 de diciembre, la banda terrorista ETA asesina al almirante Luis Carrero Blanco, presidente del gobierno.
- 1974: Congreso de Suresnes.
- 1975: las últimas ejecuciones del franquismo provocan el aislamiento internacional de España.
- 1975: muerte del general Franco (20 de noviembre). Subida al trono de Juan Carlos I.

### Reinados de Juan Carlos I y de Felipe VI

#### Transición a la democracia (1975–1982)

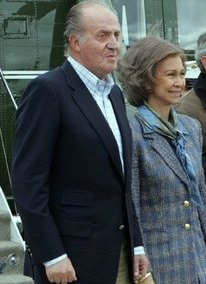
SS.MM. Juan Carlos I y Sofía de Grecia.

La transición española a la democracia marca una nueva era en la que España pasó de la dictadura de Francisco Franco a un estado democrático y de derecho. La transición se suele decir que comenzó con la muerte de Franco el 20 de noviembre de 1975, mientras que su finalización está marcada por la victoria electoral del PSOE el 28 de octubre de 1982. Entre 1978 y 1981, España fue liderada por el gobierno de Adolfo Suárez, primer presidente del Gobierno, en el partido Unión de Centro Democrático. En 1981, hubo un intento de golpe de Estado, el llamado 23-F.
El 23 de febrero Antonio Tejero, con los miembros de la Guardia Civil, entró en el Congreso de los Diputados, y se detuvo la sesión, donde Leopoldo Calvo-Sotelo estaba a punto de ser nombrado presidente del gobierno. Oficialmente, el golpe de Estado fracasó gracias a la intervención del rey Juan Carlos I.
España se adhirió a la OTAN antes de que Calvo-Sotelo dejara el cargo. Junto con el cambio político se produjo un cambio en la sociedad que dio mayoría absoluta a un gobierno socialdemócrata, liderado por Felipe González, que duraría cuatro legislaturas. La sociedad española fue extremadamente conservadora bajo el franquismo, pero la transición a la democracia también se inició la liberalización de los valores y las costumbres de la sociedad.

##### Cronología:Inicios (1975–1978)
- 1975: Tras la llamada Marcha Verde (noviembre de 1975, mientras el dictador agonizaba), España firma con Marruecos los Acuerdos Tripartitos de Madrid, abandonando a su suerte al Sáhara Occidental, violando las resoluciones de la ONU, que instaban a realizar un referéndum desde 1965; el territorio es rápidamente invadido por Marruecos y Mauritania.
- 1976: El 15 de diciembre se celebra el referéndum sobre la reforma política, que da paso a la democracia en España.
- 1977: El 24 de enero se produce la matanza de Atocha en la que mueren cinco abogados laboralistas del PCE ametrallados por un grupo de pistoleros ultraderechistas.
- 1977: Primeras elecciones generales tras la dictadura, en las que triunfa la Unión de Centro Democrático (UCD), partido dirigido por Adolfo Suárez.
- 1977: Pactos de la Moncloa.
- 1978: Se aprueba mediante referéndum y entra en vigor el 29 de diciembre, la Constitución española de 1978.

##### Cronología:Consolidación democrática (1979–1982)
- 1979:

La España de las autonomías, uno de los mayores cambios introducidos con la Constitución de 1978.

  - Nuevas elecciones legislativas, en las que UCD conserva la mayoría relativa en el Congreso y la absoluta en el Senado.
- 1981:
  - Dimisión de Adolfo Suárez como presidente de Gobierno.
  - El 23 de febrero, durante la votación de investidura de Leopoldo Calvo-Sotelo como nuevo presidente de Gobierno, el teniente coronel Antonio Tejero encabeza una intentona de golpe de Estado que fracasa gracias a la firme respuesta del Rey, aunque algunos sectores escépticos, especialmente en la prensa británica especializada en temas geopolíticos, la calificaron en su día de "pantomima"[cita requerida].
  - El 25 de febrero, Leopoldo Calvo-Sotelo es investido presidente del gobierno por la mayoría absoluta del Parlamento, en parte como contestación al intento de golpe de Estado.
- 1982:
  - Ingreso de España en la Organización del Tratado del Atlántico Norte.
  - Triunfo electoral del PSOE, que consigue la mayoría absoluta tanto en el Congreso como en el Senado. Primer gobierno socialista presidido por Felipe González.

#### Historia reciente (1982-presente)

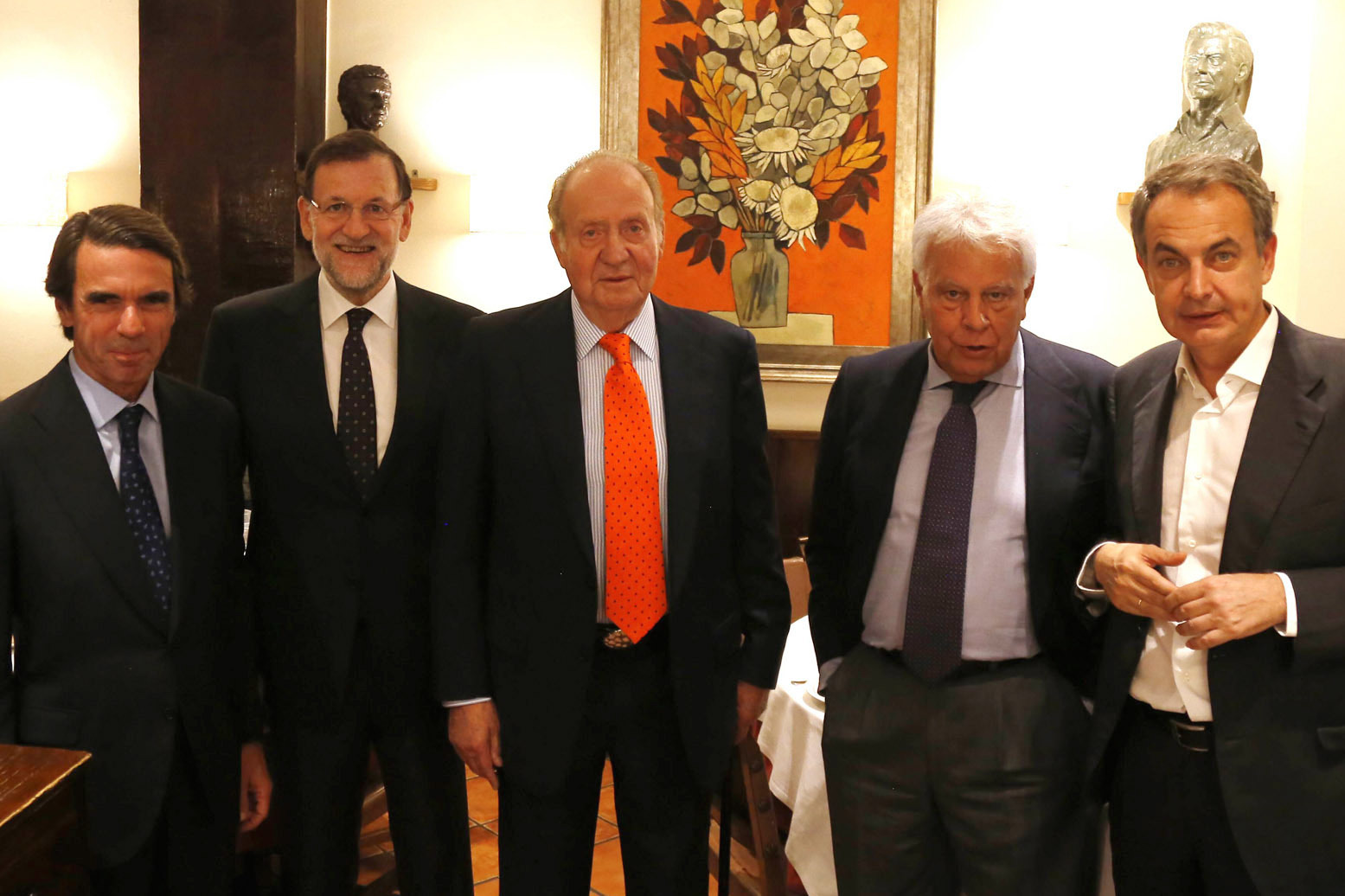
Los expresidentes del Gobierno, José María Aznar, Mariano Rajoy, Felipe González y José Luis Rodríguez Zapatero con el rey emérito Juan Carlos I en junio de 2015.

Artículos principales: II Legislatura de España, III Legislatura de España, IV Legislatura de España, V Legislatura de España, VI Legislatura de España, VII Legislatura de España, VIII Legislatura de España, IX Legislatura de España, X Legislatura de España, XI legislatura de España, XII legislatura de España, XIV legislatura de España y XV legislatura de España.
- 1986: 
  - 1 de enero: España ingresa oficialmente en la Comunidad Económica Europea.
  - 22 de junio: Se celebran elecciones generales: nueva mayoría absoluta del PSOE. Felipe González sigue al frente del segundo gobierno socialista.
- 1987: 
  - Dos atentados terroristas de ETA provocaron una enorme conmoción social: el 19 de junio el atentado de Hipercor en Barcelona, la mayor masacre de la organización, en la que asesina a 21 civiles en un centro comercial, y el 11 de diciembre el atentado contra la casa-cuartel de Zaragoza, en el que pierden la vida 5 niños y 6 adultos.[85]
- 1989: 
  - Elecciones generales: nueva mayoría absoluta del PSOE, tercer gobierno socialista.
  - Camilo José Cela, premio Nobel de Literatura.
- 1992: 
  - Celebración de los Juegos Olímpicos de Barcelona.
  - Exposición Universal de Sevilla.
  - Madrid, Capital Europea de la Cultura.
  - Puesta en marcha de la primera línea del AVE cuyo recorrido une a Madrid con Sevilla.
- 1993: 
  - Elecciones generales: mayoría relativa del PSOE siendo elegido presidente del Gobierno Felipe González por un pacto de legislatura con CiU y PNV. Cuarto gobierno socialista en la democracia y consecutivo.
- 1995: 
  - Luis Roldán Ibáñez, en busca y captura desde abril del año anterior, se entrega a las autoridades españolas en el aeropuerto de Bangkok.
  - El diario El Mundo desvela el escándalo de las escuchas del Centro Superior de Información de la Defensa (CESID) a políticos, empresarios, jueces y miembros del Gobierno desde 1984: dimitirán el vicepresidente del Gobierno, Narcís Serra y el ministro de Defensa, Julián García Vargas (en el mes de junio).
- 1996: 
  - Elecciones generales: mayoría relativa del Partido Popular (PP) siendo elegido presidente del Gobierno José María Aznar por un pacto de legislatura con CiU, PNV y CC. Primer gobierno del Partido Popular.
- 1997: 
  - La banda terrorista ETA secuestra y asesina al concejal popular de Ermua, Miguel Ángel Blanco lo que provocó una movilización social contra el terrorismo (Espíritu de Ermua).
- 1998: 
  - Con una tasa de inmigración anual del +0,28 %, el fenómeno de la inmigración en España empieza a tomar fuerza. En los siete años siguientes, entran en España 3 730 610 inmigrantes, se multiplican por cinco los residentes de nacionalidad extranjera.
  - ETA declara un alto el fuego indefinido por primera vez en su historia que rompería en noviembre del año siguiente.
- 2000: 
  - Elecciones generales: mayoría absoluta del PP. José María Aznar continúa al frente del gobierno. Segundo gobierno del Partido Popular.
  - Escalada terrorista de ETA que perpetra 23 asesinatos.
- 2001: 
  - Guerra de Afganistán.
- 2002: 
  - 1 de enero: El euro se convierte en la moneda oficial del país, con lo cual se abandona la peseta.
  - Salamanca, Capital Europea de la Cultura. Presidencia española de la Unión Europea durante el primer semestre del año.
  - Incidente armado y diplomático entre España y Marruecos, tras la ocupación marroquí del islote de Perejil.
  - Catástrofe ecológica por el hundimiento del Prestige en Galicia.
- 2003:
  - El apoyo del gobierno a la guerra de Irak provoca múltiples manifestaciones de protesta a lo largo del país.
  - 16 de marzo: Cumbre de las Azores entre George W. Bush, Tony Blair y José María Aznar.
  - En la guerra de Irak fallecen los periodistas Julio Anguita de El Mundo (7 de abril) y el cámara de Telecinco José Couso (8 de abril); en la posguerra iraquí serían asesinados 7 agentes del CNI (de noviembre).
- 2004:
  - 11 de marzo: se produjo el atentado yihadista más grave de la historia de España y de Europa. Las explosiones de diez bombas en cuatro trenes de cercanías en Madrid causaron 192 víctimas mortales y más de 1500 heridos. Esta tragedia conmocionó a la sociedad española. Los atentados provocaron amargas divisiones en el panorama político.[86]
  - El 14 de marzo gana las elecciones el Partido Socialista Obrero Español (PSOE), por lo que José Luis Rodríguez Zapatero, tras realizar diversos pactos, se convierte en presidente del Gobierno. Además, una mujer, María Teresa Fernández de la Vega, se convierte en la primera vicepresidente del Gobierno en España; el quinto gobierno socialista será paritario.
  - La primera medida del gobierno socialista es la retirada de las tropas españolas de Irak.
- 2005:
  - 20 de febrero: España fue el primer país en celebrar el referéndum de la Constitución Europea, en el que ganó el «sí» por un 77 % de los sufragios a pesar de una escasa participación —más de un 42 %—.
  - El Pleno del Congreso de los Diputados aprueba, en primera lectura, el proyecto de ley de divorcio y el de matrimonio entre personas del mismo sexo, convirtiéndose así en el tercer país del mundo en hacerlo.
- 2006:
  - 1 de enero: Entrada en vigor de la Ley antitabaco.
  - 30 de diciembre: Asesinadas dos personas en un atentado de la organización terrorista ETA en el aparcamiento del aeropuerto de Barajas (Madrid) que rompió su «alto el fuego permanente» declarado el día 22 de marzo de ese mismo año.
- 2008: 
  - Comienzo de una grave crisis económica.
  - 9 de marzo: el Partido Socialista Obrero Español ganó de nuevo las elecciones generales con 169 escaños (5 más que en las elecciones de 2004) frente a los 154 del Partido Popular. Sexto gobierno socialista.[87]
  - 14 de junio al 14 de septiembre: Zaragoza tuvo lugar la Exposición Internacional de 2008 como tema central el «Agua y Desarrollo sostenible».
  - Caída de la Bolsa de Madrid sin precedentes durante ese año.
- 2009: 
  - Agudización de la crisis económica al llegar por primera vez en la historia a los 4 millones de desempleados, que llegaría a los 6 millones en 2013.[cita requerida]
- 2010:
  - 1 de enero-30 de junio: Cuarta presidencia española de la Unión Europea en el primer semestre del año.
  - Plan de Ajuste del Gobierno.
  - Una huelga de controladores aéreos provoca que por primera vez el gobierno de la nación declare el Estado de Alarma.
  - 11 de julio: España gana el Mundial de Sudáfrica contra Países Bajos
- 2011: 
  - 15M, Indignados, Spanish Revolution. Manifestaciones en 58 ciudades españolas ante la gravedad de la crisis económica y social.
  - 20 de octubre:La banda terrorista ETA anuncia el «cese definitivo de su actividad armada».
  - 20 de noviembre: El Partido Popular gana las elecciones generales con mayoría absoluta, siendo elegido presidente del Gobierno Mariano Rajoy. Tercer gobierno del Partido Popular en democracia. Obtienen escaños trece partidos.[88]
- 2012: 
  - La UE concede a España un rescate de hasta 100 000 millones de euros para el sistema financiero.
- 2014: 
  - 2 de junio: El rey Juan Carlos I anuncia por televisión su decisión de abdicar el trono en favor de su hijo Felipe.[89]
  - 19 de junio: Felipe VI es proclamado rey de España ante las Cortes Generales.
- 2017: Una adolescente votando el referendo de independencia de Cataluña

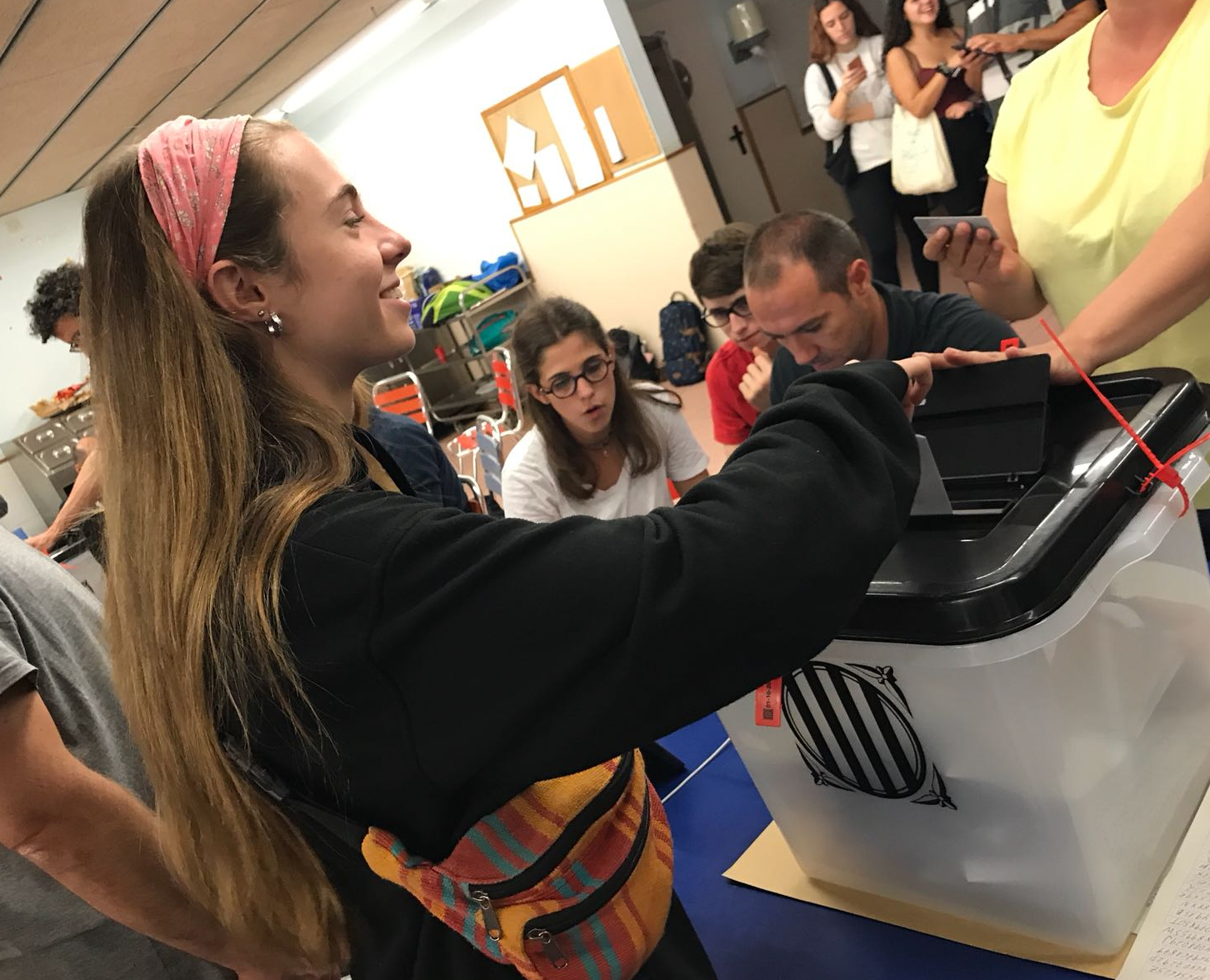
Una adolescente votando el referendo de independencia de Cataluña

  - 17 y 18 de agosto: Asesinadas 16 personas en un doble atentado yihadista perpetrado por la organización terrorista Estado Islámico en Las Ramblas de Barcelona y en Cambrils.
  - 1 de octubre: el Gobierno de la Generalidad de Cataluña, presidido por Carles Puigdemont, organiza un referéndum declarado ilegal por el Tribunal Constitucional, por la independencia de Cataluña.
  - 10 de octubre: Carles Puigdemont realiza la declaración unilateral de independencia en el Parlamento de Cataluña, pero pide al mismo suspender sus efectos en el mismo acto, en un constante pulso con el Gobierno español presidido por Mariano Rajoy
  - 21 de octubre: Por primera vez en 40 años de democracia, se inician los trámites para aplicar el artículo 155 de la Constitución.[90]
  - 27 de octubre: el Parlamento de Cataluña declara de forma unilateral la independencia de Cataluña y el Senado aprueba por mayoría absoluta la aplicación del Artículo 155 para tomar el control de la comunidad autónoma. Los miembros del Gobierno catalán o huyen a Bélgica o ingresan en prisión provisional por el delito de rebelión.
- 2018: 
  - 25 de marzo: es detenido el expresidente catalán, Carles Puigdemont, en Alemania, pero la justicia de ese país le niega su extradición a España.
  - 3 de mayo: Desmantelamiento total de ETA.
  - 1 de junio: Se aprueba la moción de censura presentada por Pedro Sánchez en la que sale elegido presidente del Gobierno, convirtiéndose así, en la primera aprobada desde el comienzo de la democracia española.
  - Elecciones andaluzas del 2 de diciembre: los resultados dan una mayoría parlamentaria a los partidos conservadores, que gobiernan la comunidad por primera vez en su historia, desbancando así a los socialistas del gobierno andaluz por primera vez en 36 años.
- 2019: 
  - Elecciones generales del 28 de abril: el PSOE resulta ganador de los comicios, que fueron convocados por el presidente Pedro Sánchez tras el rechazo del Congreso de los Presupuestos Generales del Estado. Importante caída del Partido Popular, que reduce a la mitad su número de escaños. Entrada del partido de «extrema derecha», Vox. La entrada de Vox en el congreso colabora en esta caída del Partido Popular.
  - Elecciones municipales, autonómicas y europeas del 26 de mayo: el PSOE gana en los tres comicios, y ampliando su poder territorial.
  - Protestas en Cataluña por la sentencia del Procés.
  - Repetición electoral en noviembre. Se forma el primer gobierno de coalición desde la Segunda República, entre el PSOE y Unidas Podemos.
  - 24 de octubre: El gobierno de Pedro Sánchez aprueba y lleva a cabo la exhumación y reubicación del cadáver de Francisco Franco.
- 2020:

- - Pandemia de COVID-19 en España. Declaración del estado de alarma y limitación del movimiento de los ciudadanos.
  - 3 de agosto: El rey emérito Juan Carlos I —Investigado por la Justicia por supuestas actividades ilícitas— abandona España y se marcha a vivir en Dubái.
  - Fracasa la moción de censura presentada por Vox contra el gobierno PSOE-Podemos con el menor apoyo histórico.
  - Diciembre: Comienza la vacunación de los ciudadanos españoles contra el coronavirus.
- 2021:
  - 9 de mayo: finaliza el estado de alarma en todo el país.
  - Incidente fronterizo entre España y Marruecos tras la acogida en territorio español del líder del Frente Polisario, enfermo de coronavirus.
  - La Unión Europea aprueba el plan de recuperación económica presentado por el gobierno de España para acceder a los fondos europeos frente a la crisis del coronavirus.
  - 22 de junio: El gobierno de Pedro Sánchez aprueba los indultos a los líderes del procés, en prisión desde 2017.
  - España se convierte en el sexto país del mundo en legalizar la eutanasia.
- 2022:
  - Se verifica un aumento de la inflación sin igual desde 1986.
  - España deja de apoyar la autodeterminación del Sáhara Occidental y reconoce que es parte de Marruecos.
- 2023:
  - Protestas en España de 2023.
- 2024:
  - España junto a Irlanda y Noruega reconocen el Estado de Palestina.
  - 29 de octubre: España sufre el peor desastre natural de su Historia; la Comunidad Valenciana sufrió unas lluvias torrenciales que —llegaron a acumular 600 l/m² en algunos puntos— provocaron inundaciones y desbordamientos de barrancos que causaron 230 muertos.
- 2025:
  - 28 de abril: España padece un apagón eléctrico a nivel nacional junto a Portugal.